# 알렉산드라 콜론타이
알렉산드라 미하일로브나 콜론타이(러시아어: Александра Михайловна Коллонтай, Aleksandra Mikhailovna Kollontai, 문화어: 알렉싼드라 꼴론따이, 1872년 3월 31일 ~ 1952년 3월 9일)는 러시아 제국과 소비에트 연방의 노동 운동가, 정치인이자 외교관, 소설가, 사회주의자이다. 어릴적 이름은 슈라(shura), 본명은 알렉산드라 미하일로브나 도몬토비치(Александра Михайловна Домонтович, Aleksandra Mikhailovna Domontovich)이다. 별명은 러시아 혁명의 붉은 장미다. 러시아 상트페테르부르크 출신이다. 1896년 스위스로 유학, 취리히 대학에서 수학하였고, 그해 일시 귀국하여 크론호름 직물공장의 여자 노동자들의 참상을 보고 여성 해방 운동에 투신하였다. 이후 멘셰비키 운동에 참여하여 여성 노동 계층을 구성하고, 여성 노동조합 운동과 여권 신장 운동, 자유 연애론 등을 펼치며 여성 해방과 복리후생 운동을 추진하여 성사시켰다.
1917년의 러시아 혁명에도 가담하고, 이후 소비에트 연방 정부와 인민위원회에도 참여하였다. 1917년 11월 후생복지담당 인민위원, 1919년 여성담당 인민위원, 1922년 외무인민위원회 위원을 지냈다. 그는 남성으로부터의 해방은 경제적 독립에 있다고 보고 여성들의 경제적 자립을 역설하였으며, 자유 연애론을 주장한 여성주의자였다. 콜론타이는 남성과 여성의 결합이 과거의 가족 모델들보다 훨씬 더 자유롭고 서로를 구속하지 않는 형태로 바뀌어야 한다고 보았다. 그리고 가사노동이나 자녀 양육을 사회가 맡아 여성들의 부담을 국가가 덜어주어야 한다고 주장했다.
그러나 그의 자유 연애론은 남성 볼셰비키들의 반대에 부딪쳤고, 1923년 주 노르웨이 공사가 되면서 소련에서 사실상의 추방을 당했다. 이후 주 멕시코 공사, 주 스웨덴 공사, 초대 주 스웨덴 대사를 역임하였고, 여성해방 운동에도 참여하여 활동했다. 블라디미르 레닌, 이오시프 스탈린과의 갈등 및 알력으로 만년에는 외교관 생활과 소설 창작, 해외 강연 활동을 주로 하였다.
콜론타이는 러시아 공산주의 혁명의 틀 안에서 여성의 경제적, 정치적 평등을 주장했을 뿐 아니라 결혼과 연애, 성의 문제를 노동자 여성의 관점에서 제기했다는 점에서 페미니즘 역사상 중요한 의미가 있다. 그녀가 제시한 연애와 성, 결혼에 관한 새로운 도덕은 러시아 공산당 내에서도 큰 논란을 야기하였다. 한국의 여성 해방 운동가 허정숙, 정칠성, 박정애 등에게 영향을 주었다. 대표작으로는 《삼대의 사랑》, 《자매들》, 《붉은 사랑》 등이 있다.

## 생애

### 생애 초반

#### 출생과 젊은 시절
알렉산드라 콜론타이는 1872년 3월 31일 상트페테르부르크의 귀족 가문에서 태어났다. 그의 본래 성은 도몬토비치(Domontovich, Домонто́вич)이며 어렸을 때의 애칭은 슈라(shura)였다. 아버지 미하일 도몬토비치는 러시아 제국의 군인으로 딸이 태어났을 당시 육군 대령이었고 러시아-튀르크 전쟁(1877년)에 참전해 공을 세워 후일 장군으로 진급하였다. 그의 가계는 부계로 13세기의 우크라이나의 귀족 가문으로까지 거슬러 올라간다. 어머니 알렉산드라 마살리나 마라빈스카(Androvna Masalina-Mravinskaia)는 핀란드의 부유한 목재상 집안의 딸이다. 그는 첫 남편 므라빈스키와 결혼했을 당시 도몬토비치의 딸을 낳았고 므라빈스키와 이혼한 뒤 주변의 반대에도 불구하고 재혼을 감행하였는데 이 점은 딸 알렉산드라에게 오래도록 영향을 주었다.
알렉산드라 콜론타이가 어렸을 때, 귀족 출신이면서 나로드니키당(국민주권당)의 당원인 소피아 페롭스카야가 차르 알렉산드르 2세의 암살을 모의했다가 체포되어 처형당하는 일이 있었다. 이 일은 알렉산드라에게 강한 인상을 남겼고, 후일 그가 혁명 활동에 가담하는 하나의 원인이 된다.

#### 소녀 시절
미하일 도몬토비치는 한때 불가리아에서 살던 시절 자유주의파에 가담했던 일로 인해 정치적 탄압을 받았는데, 슈라는 아버지가 이와 같은 일을 당하는 데 분노하였다. 보수주의자로 알려진 어느 손님이 아버지를 찾아왔을 때 담배갑을 건네주길 거부하여 부모님을 당황하게 하기도 했다. 일찍부터 슈라는 일반 사회규범을 잘 따르지 않는 아이였고, 자신도 어린 나이부터 그러한 자신의 성향을 잘 알고 있었다. 후일 회고에서 그는 “어렸을 때부터 나는 ‘남들처럼 살지 않겠다’는 다짐으로 엄마 속을 많이 썩였다”고 하였다.
그는 일찍부터 소설과 시를 잘 지었으며 귀족 가문에서 태어났지만 일찍부터 제정에 반대하고 혁명적 마르크스주의 관점에서 여성과 가족을 연구하기 시작하였다. 6년간 개인 가정교사로 그를 가르친 가정교사 마리아 이바노브나 스트라호바는 소설가를 꿈꾸던 슈라에게 차르와 귀족들이 부를 독점하고 민생을 돌보지 않는다는 것을 설명했다. 스트라호바의 영향을 받은 슈라는 제정 러시아의 부조리에 대해 비판적인 견해를 지니게 되었다.
1888년 이름을 슈라에서 알렉산드라로 고쳤고, 그해 교사 임용 시험에 합격하였다. 이 무렵 그는 모스크바 출신인 한 남성과 사귀었으나, 그 남자가 자살하여 첫사랑은 불행하게 종결되었다. 그 뒤 제정 러시아 정부에서 상트페테르부르크에 설치한 여자학교에 입학하려 하였으나 그 학교의 급진적인 분위기에 어머니가 반대하여 입학하지 못했다.

#### 결혼 생활과 유학

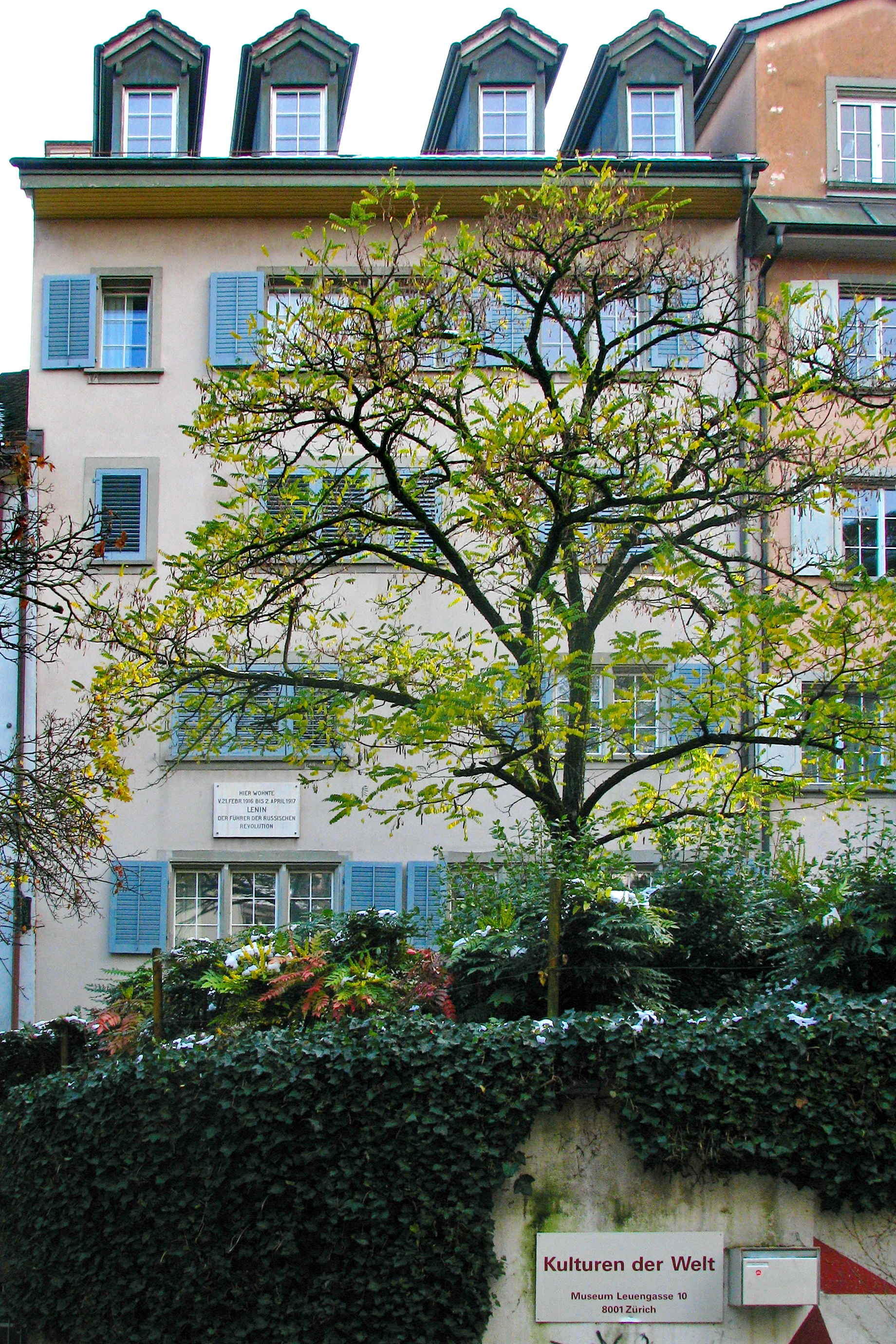
스위스 취리히

그 뒤 알렉산드라는 스위스로 유학, 취리히대학을 졸업하였다. 청년기의 그는 여러 외국어에 능통하였고, 웅변가로도 명성을 날렸다.
알렉산드라는 1893년 먼 친척이자 폴란드계 혼혈인인 블라디미르 루트비코비치 콜론타이와 사귀다가 결혼하였다. 그의 어머니는 딸이 가난한 청년과 결혼하려는 것에 반대했다. 아버지는 블라디미르가 독서나 진지한 대화에 관심이 없고 학식이 있는 자신의 딸을 받아줄 정신적 친밀감이 없다는 점에서 그와의 결혼에 반대했으나 결국 알렉산드라는 결혼을 감행하였다.
남편 블라디미르는 부친의 걱정대로 무능했던 데다가 알렉산드라가 즐기는 독서나 철학 토론에 관심을 기울이지 않았다. 알렉산드라는 결혼 후 곧 임신하여 1894년에 아들 미하일 콜론타이를 낳았다. 그러나 알렉산드라는 이후 남편보다 친구인 샤두르스카야와 더 많은 시간을 보냈다. 이후 결혼이 잘못되었다고 생각한 알렉산드라는 집을 나와 샤두르스카야의 집에 머무르면서 대부분의 시간을 마르크스주의 사상에 대해 독서하고, 토론하며 보냈다. 이때 그는 진화론, 유물론, 변증법 등에 대해 두루 독서하였다. 또한 마르크스와 엥겔스의 책들을 본격적으로 읽으면서 탐구하였다.
결혼이 이상에 맞지 않다고 본 그는 지적인 자아실현을 모색하고자 1896년에 남편과 결별하고 스위스로 유학했다. 취리히 대학 경제학부에 입학하여 국민경제학을 공부하였다. 취리히에서 알렉산드라 콜론타이는 마르크스주의에 대한 책을 많이 구해서 읽었다. 원전을 읽기 위해 독일어와 라틴어, 영어를, 또 그리스 철학 등을 연구하기 위해 헬라어 등도 틈틈이 공부해 유창해지기에 이르렀다. 후일 회고에 의하면 이때 읽은 마르크스주의 서적들이 자신의 눈을 열어주었다고 한다.

### 청년기

#### 여성 해방론 연구
1894년 무렵 그는 단편소설을 썼다. 사랑 없는 결혼생활을 하던 여인이 연하의 남자와 사랑에 빠져 남편을 버리고 애인과 결합한다는 내용이었다. 이 소설을 잡지사에 보냈을 때 잡지사에서는 문학이 아닌 선전문을 써 보냈다는 평과 함께 작품을 반려해 보냈다. 남편인 블라디미르는 편집자가 아마도 중년 여인보다는 젊고 예쁜 여주인공을 좋아하는 모양이라며 조롱했다. 잡지사의 거절과 남편의 조롱에 화가 난 그는 다시는 소설을 쓰지 않겠다며 분개하기도 했다.
그는 여성이 사람 취급을 받지 못하는 현실에 분노하여 여성의 해방·독립의 길을 모색하게 된다. 그 자신의 회고처럼 콜론타이는 여성의 사회적 불평등 문제의 해결을 사회주의체제에서 찾고자 하였다. 그러나 이런 시도는 독창적인 것이라기 보다는 베벨과 마르크스, 엥겔스 등 사회주의 사상의 선배들에게서 영향을 받은 것이었다. 이들은 자본주의 체제하에서의 여성의 착취를 프롤레타리아트에 대한 착취와 동일선상에서 이해하였다. 즉 프롤레타리아가 자본 획득을 위해 자신의 노동을 제공하듯이, 여성은 매춘부나 첩 혹은 아내로서 자신의 성을 남성들에게 제공한다고 보았다.
그는 부르주아 여성들은 남성들의 성적 욕구 충족뿐만 아니라, 법적 재산상속자 생산과 가사 노동이라는 세 가지 의무를 지고 있다고 보았다. 즉 부르주아 도덕이란 경제적 이익이 존재하는 곳에서만 부부사랑이 존재하는 이중적인 성격을 띄고 있다는 것이다.

#### 나르바 견학

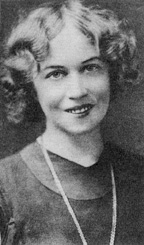
20대 무렵

1896년 나르바로 떠난 여행에서 알렉산드라 콜론타이는 1만 2천 명이 일하는 거대한 직물공장을 견학하게 되고 그 곳에서 너무나고 열악한 환경 속에서 일하는 여성 노동자와 그들의 아이들을 목격한다.
1896년 러시아 크론호름 직물공장의 노동자 숙소를 둘러보던 중 큰 충격을 받게 된다. 그의 회고에 의하면 '지저분한 공기가 견딜 수 없이 역겨웠다. 빽빽이 들어찬 침대 사이에서 아이들이 울거나 놀고 있었고, 한쪽에 보모인 듯한 늙은 여자가 우두커니 앉아 있었다. 그의 눈길은 아들 또래인 한 작은 아이에게서 멎었다. '아이는 너무 조용히 누워 있었다. 아이가 죽었다고 말하니까 늙은 여자는 흔한 일이라고 대답했다. 잠시 뒤 누군가가 들어와 시체를 들어냈다.'고 한다.
아이들은 어머니가 일하러 나가면 더럽고 악취가 풍기는 집단 침실에서 별다른 보살핌을 받지 못한 채 방치되고 그리고 죽어 나갔다. 아이들의 죽음을 바라 보는 가난에 찌든 사람들의 무심함도 그에게는 경악할 일이었다. 후일 그는 '그날의 광경과 악취가 혁명가로서의 삶을 결정지었다고 알렉산드라 콜론타이는 훗날 회고했다. 그녀는 공장의 통풍을 개선하기 위한 기술적인 일 보다, 이러한 열악한 환경을 만들어 내는 경제 체제 전체가 바뀌어야 한다고 생각하였고, 이렇게 되어 체제 변화의 가능성을 공산주의에서 찾게 된다.
이어 그는 러시아의 빈민층 여성 노동자의 생활로 그는 '다른 사람이 짐승처럼 살고 있는 이상 지금까지 살아온 생활을 계속할 수 없다.'며 공산주의 운동에 투신하였다. 이후 자신의 친정 집에서 제공되던 혜택을 모두 포기하고 정치 활동에 투신한다.
| “ | 여성과 그들의 운명은 내가 살고 있는 동안 나를 사로잡았고, 그들의 운명에 대한 걱정은 나를 공산주의로 이끌었다. | ” |

이후 그는 제정 러시아의 부패와 탐욕을 비판하는 글과 칼럼을 발표하였고, 여성 해방 운동에 가담한다. 다시 취리히로 돌아가 수학하던 중, 1898년 초에 귀국하였다.

#### 노동 운동 투신

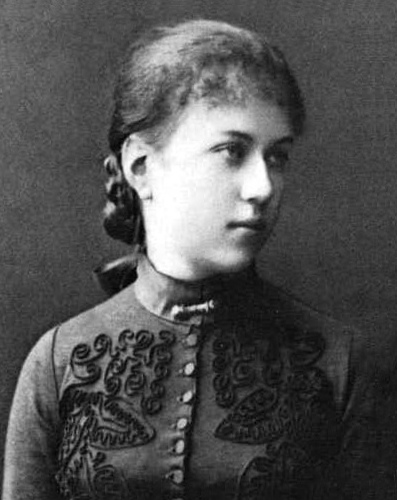
1900년 무렵

1898년 공개적으로 자신의 사회적 특권을 포기하고 러시아 사회민주당에 입당하였으며 여성의 인권 향상과 여성 해방 운동을 주관하였다. 또한 그는 여성노동자들에게 혁명을 선동하였다. 그 뒤 1915년 러시아 공산당으로 당적을 옮겼다.
1899년 알렉산드라 콜론타이는 자신의 생각을 보다 구체화하고 이론화하기 위해 남편과 이혼하고 스위스로 다시 되돌아갔다. 취리히 대학에서 알렉산드라 콜론타이는 당시 제정 러시아 내에서는 금서였던 책들을 자유롭게 읽고 사회주의 이론가들과 교류하며 빠르게 급진화되어 갔다. 그 뒤 제정 반대 운동에 가담하였으며 1905년 여성 노동자들의 시위에도 참여하였다.
그러나 혁명은 실패하였다. 1905년 혁명이 실패로 돌아갔지만 여성 노동자가 혁명에 대규모로 참여했다는 점을 지켜보았다. 콜론타이는 더 많은 여성 노동자들의 참여와 여성의 노동 참여로 개혁을 이룩할 수 있다고 확신하게 된다. 1905년의 혁명은 실패했지만 콜론타이는 좌절하지 않고, 여성 노동자 계층을 만들기 위해 여자들도 생업 전선에 뛰어들어야 함을 적극 홍보하고 다녔다. 또한 기존의 여성 노동자들에게도 여성 노동자들이 한 목소리를 낼 수 있는 단체를 조직해야 함을 역설하였다. 그리고 이 여성 노동자들 중에서도 다시 사회주의 운동에 참여시키려 하였다.
| “ | 여성노동자 운동은 노동자 운동 전체에서 따로 뗄 수 없는 일부이다. 여성 노동자는 모든 반란에서 남성 노동자와 함께 일어났다. 그럼에도 남성 노동자들 만큼의 권리를 찾지 못하고 외면당하는 것이 보통이다. ...(이하 중략)... 소심하며 짓밟힌 채 무권리 상태에 처해 있던 여성은 파업과 격동의 시기에 빠르게 성장해 홀로 우뚝 설 수 있었다. | ” |
|   | — 알렉산드라 콜론타이, 《1905년 제1차 러시아혁명에 대해서》 중에서 |   |

그러나 여자들이 수공업과 노동에 종사하려 하겠느냐며 멘셰비키와 볼셰비키들은 그를 조롱했고, 그는 홀로 여성 노동자 계층을 구성하는 운동을 계속했다. 후일 회고록에서 콜론타이는 '이 문제는 관심을 끌지 못했던 것이다.', '외롭고 고단한 싸움의 연속이었다.'라고 회상하였다.

### 여성 운동과 노동 운동

#### 피의 일요일 전후
1905년 제1차 러시아 혁명의 단초가 되는 피의 일요일 사건이 일어났다. 콜론타이는 피의 일요일에 겨울궁으로 평화적 행진을 하던 노동자들 사이에 끼어 있었다. 황제의 군대와 경찰은 평화 시위를 하는 노동자들을 향해 무차별 발포를 하였고, 6백여 명이 사망자와 수천 명의 부상자가 발생했다. 현장에서 모든 상황을 생생히 목격한 알렉산드라 콜론타이는 이날의 비극을 통해 직업적 혁명가로 거듭났다. 그의 제정 반대 운동은 더욱 격렬화되었고, 차르를 살인자, 무능한 군주라며 강한 비난을 퍼붓고 정권 타도 운동을 벌이게 된다.
이후 그녀는 단순한 이론가나 작가로서가 아니라 행동가로서 적극적으로 공산주의 활동에 참여하였으며, 노동자들의 모임에 지도자로 나서게 되었다. 그녀의 웅변적인 연설과 어린 시절 양질의 교육의 결과인 세련된 몸가짐은 투박한 노동자들의 마음을 움직였다. 그리고 직접 낮은 자리에서 노동자들과 함께 숙식하고, 그들을 직접 대화로 설득시켰으며, 사람에게 유식과 권위를 내세우지 않는 태도 역시 많은 노동자들의 마음을 얻게 된다.

#### 여성 노동운동과 여성노동단체 조직

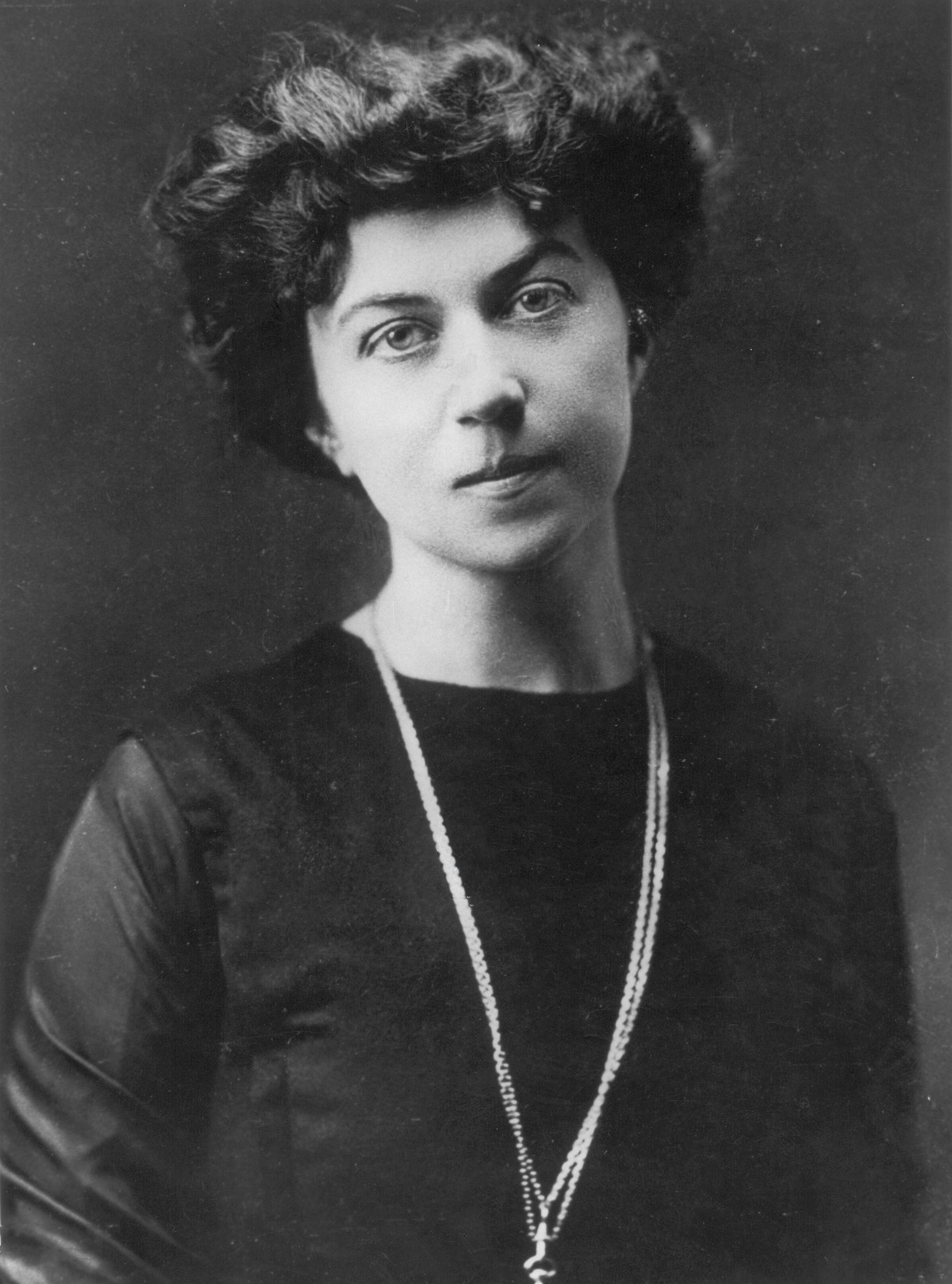
1900년대 무렵

1907년 콜론타이는 직물노조와 수공업 여성 노동자들과 함께 '여성 노동 상호부조협회'를 조직하였다. 여성 단독 노조를 결성하자 남자 노동자들이 이를 분파주의라고 반대했다. 이어 러시아의 사회주의자들까지 콜론타이의 여성노조 결성을 분파주의, 편향주의이며, 노조 활동 내부의 분란을 일으키는 것이며, 큰 대의에 대한 위협이라고 규정하였다. 남성 사회주의 운동가들 조차 ' 수동적이고 교육수준도 낮은 '바바들'(러시아 여성을 낮추어 부르는 말)은 혁명세력이 될 수 없다'며 조롱하였다. 이에 콜론타이는 '여성들의 관심과 욕구를 외면하면 여성들은 계급투쟁에 참여하지 않을 것이다.'라고 항변하였다.
| “ | 여학생과 인텔리겐차 여자들은 부르주아 남녀 평등론자들에게 빼앗기고, 프롤레타리아 여성은 분파주의가 무서워 우리 편으로 만들지 못한다면, 혁명은 남자 노동운동가들끼리만 할 것인가. | ” |

그는 노동하는 여자들의 권리를 대변하는 단체를 만들어야 된다고 주장했고, 여성들이 공장 등으로도 적극 진출하여 여성 노동계층을 형성해야 한다고 주장했다. 그러나 여자들은 집에서 가사를 돌봐야 된다고 보던 기독교와 멘셰비키, 일부 볼셰비키조차 그의 의견에 부정적, 회의적이었다.
제1차 러시아 혁명이 실패로 돌아가고 이후 3년간 알렉산드라 콜론타이는 러시아 내에서 기존의 부르주아 여성 해방론자들과 이론적 공방을 벌이고, 사회주의 운동을 해 나가면서 러시아 경찰 당국의 블랙리스트에 올랐다.

#### 다른 여성운동가들과의 갈등
1908년 부르주아 여성 지식인들과 일부 귀족 여성들이 여성대회를 열어 '러시아 여성당'을 창당하려 하자 콜론타이는 이를 강하게 비판하여 무산시켰다. 콜론타이는 남성들의 편견 못지않게 진정한 여성해방을 가로막는 행위는 바로 부르주아 여성들의 부르주아식 남녀평등운동이라고 생각했다.
그는 그저 똑같은 교육과 직업의 기회를 요구하는 것과 상위 계층과 고위직을 요구하는 것 따위의 '위선적인 주장'은 여권 신장과 여성들의 권익 향상에 아무런 도움이 되지 않는다고 비판, 이들 부르주아 여권운동가들은 오직 그들의 부르주아 남편이나 형제들과 동등해지기를 바라고 있을 뿐이었고, 단지 고위 직에 여성의 자리만 늘려주기를 원하였다며 비판했다. 그리고 그들보다 못한 남성들을 다시 짓밟고 착취하려는 것이 본질이라며 강하게 비판하였다. 콜론타이는 부르주아 여성 운동가와 여성 귀족들을 향해 '노동하는 여성들이 살면서 날마다 마주치는 기아와 자녀들의 질병 문제, 위생 문제 등은 외면한다'며, '부르주아 여성들이 공동체의 복지보다 사회적으로 특별한 범주에 드는 여성만의 자아실현을 추구해 왔다'며 비판하였다.
콜론타이는 상류사회 여성들의 일반적인 취미인 자선활동에 대해서도 비판하였다.
| “ | 임금노동을 통한 자본주의의 착취 때문에 생겨난 고통과 가난과 궁핍의 바다를 티스푼으로 비우려 하는 어리석은 자들이 바로 그자들이다. | ” |

그는 동료 남성 공산주의자, 남성 노동운동가들에게도 분파주의적이라는 비판을 받았고, 부르주아 여성들과도 싸웠다. 그는 여성들이 경제적으로 독립해야 한다고 주장했다. 여성의 경제적 독립만이 진정한 여성 해방을 이룰수 있다는 것이었다. 그는 프롤레타리아 여성에게 모든 것은 빵 한 조각의 문제라고 지적했고, 혁명이 필요하다고 주장했다. 혁명으로 여성 노동자 계층, 빈민 여성 계층의 경제적 독립을 얻어내지 않고는 여성해방을 이룩할 수 없다고 역설했다.

#### 여성 노동계층 조직
그는 육아와 중노동의 이중고에 시달리는 여성 노동자들의 권리를 대변하기 위해서는 여성 노동운동 단체의 설립의 필요성을 역설하였다.
| “ | 여성의 세계는 남성의 세계와 마찬가지로 두 진영으로 나뉘어 있다. 여성노동자에게 평등권은 오직 (남성노동자와) 불평등을 똑같이 나누는 것일 뿐이다. 상층계급 여성이 일단 정치권력에 접근하면, 이 ‘여성 권리’의 옹호자들은 자기계급 특권의 열광적 옹호자가 된다. 어린 자매들을 무권리 상태에 내버려두는 데 만족하면서 말이다. | ” |
|   | — 알렉산드라 콜론타이, 《여성 문제의 사회적 기초》(1908년) 중에서 |   |

여성 노동운동 단체를 조직하기 위해서는 보다 많은 여성들이 노동과 사회 활동에 참여해야 한다고 확신, 여성의 사회활동 참여, 여성의 노동활동 참여를 주장하였다.

#### 망명 생활

##### 반전 평화 운동과 망명

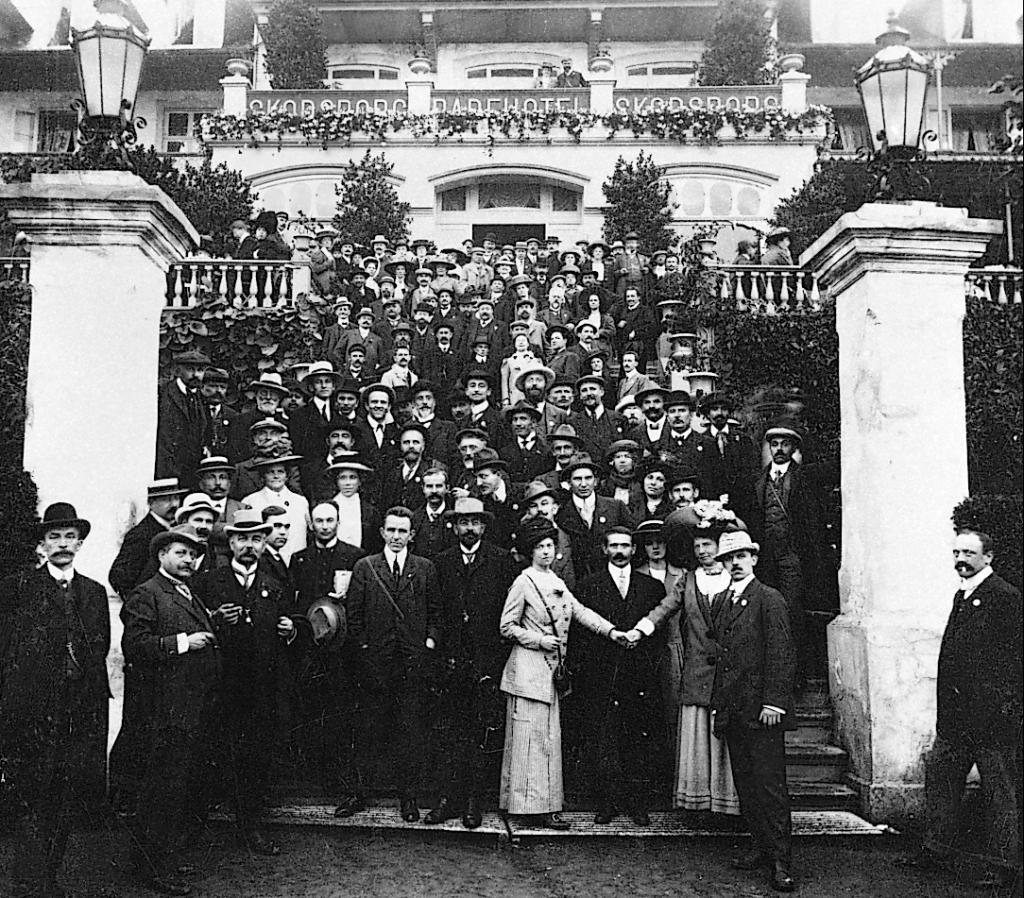
1910년 무렵

그는 제국주의를 비판하는 운동, 반전 운동에도 참여하였다. 1908년 콜론타이는 핀란드의 독립을 지지하였다. 그해 콜론타이는 핀란드 독립을 적극 주장하다 반국가 사범의 죄명으로 수배, 독일로 망명하였다. 이후 6년간 독일과 스웨덴 등에서 체류하며 칼럼과 기고를 하였고, 러시아의 여성운동가들을 후원, 독려하였다. 또한 그곳에서 콜론타이는 반전운동을 지지하였고, 좌파 국제주의자들에게 국경을 초월하여 단결하고 뭉칠 것을 호소하였다.
망명 생활 중 제1차 세계대전이 일어나고 각국의 국제 사회주의자들이 모두 국가주의자로 돌아서는 실망스러운 상황에서 레닌은 신념을 지켰다. 그는 레닌과 급속도로 가까워졌다. 전쟁이라는 특수 상황 속에서 모두가 국수적 애국주의자가 되어가는 마당에 레닌은 혼자 반전 운동을 펼쳐 나가고 있었다. 콜론타이는 레닌의 주장에 깊이 공감했고 그와 함께 행동하고자 하였다.
또한 독일과 스웨덴 등에서 출판, 강연활동을 계속 하는 한편 러시아 제국의 억압에 대항하다가 넘어온 핀란드인 사회주의자들과도 꾸준히 교류하였다. 또한 그녀의 명성을 듣고 방문한 영국, 프랑스, 그리고 독일의 명사들과 잘 알고 지내는 사이가 되었다. 이때 만난 지식인으로는 로자 룩셈부르크와 카를 리프크네히트 등이 있었다.

##### 신여성론 발표
그는 망명지인 스웨덴에서 신여성론을 주장했다. 여기에서 그는 남성이나 제도에 얽매이지 않는 여성의 등장을 예상했고, 그들은 어쩌면 이미 있는지도 모른다고 하였다. 그가 제시한 신여성의 하나는 전문 직업에 종사하는 독신 여성이었다. 1913년 콜론타이는 자신의 신여성론을 발표했다.
| “ | 그 여자들은 세계를 마치 틀리는 눈으로 해석하고 생활에 대하여 틀리는 반응을 나타내고 상이한 태도로서 이에 접근하고 있다. 과거 여성들의 대군(群) 속에서 움트는 새로운 여성의 탄생을 찾아내는 것은 별로 특수한 역사적 혹은 문학적 지식을 필요로 하지는 않는다. ...(이하 중략)... 그러면 이 새로운 부인이란 어떠한 여성인가? 그것은 그의 로맨스의 결말이 행복한 결혼으로 끝나는 순진가련한 소녀는 아니다. 그의 남편의 부정에 고민하거나 혹은 그 여자 자신의 죄로써 이혼에 조우하는 남편을 가진 여인도 아니다. 부질없이 청춘기의 불행한 연애를 한탄하고 있는 노처녀도 아니다. 또 '애증의 여승(女僧)'도 아니다. 아니, 그것은 전혀 새로운, 이때까지 알려지지 않은 제5타입의 히로인이다. 국가, 가정, 사회에 있어서의 온갖 노예화에 항의하고 여성의 대표자로서 (혹은 개인으로서) 부인의 권리를 위하여 싸우는 히로인! 이러한 타입을 점차 현저하게 내걸고 있는, 거의 전부는 실로 독신 부인이다. 극히 최근까지의 여자의 원형은 '아가씨'였다. 남편의 그림자며 부속품인 여자였다. '독신 부인'은 이러한 종속적인 역할을 연출하며 남편의 반사경으로 그칠 인생을 그만두어 버렸다. 그는 독자적인 내적 생활을 갖고 있다. 완전한 인간으로서의 자기 이해를 좇아 생활한다. 그는 내적 생활에 있어서나 외적 생활에 있어서나 독자적이다. | ” |

그는 결혼 제도나 연애의 굴레에 얽매이지 않고 자유롭게 살아갈 수 있는 여성상을 제시하였다. 그것이 바로 자기 생활을 자유로이 영위하는 독신 여성이라는 것이다. 그는 2, 3세대쯤 지나가면 이러한 전문직 독신 여성이 소비에트 연방은 물론이고 세계적으로 나타나리라고 예견하였다.
콜론타이는 이 독신 여성을 노처녀와 구별하였다. 그는 독신여성은 자기 삶을 스스로 사는 전문직 여성으로, 노처녀는 직업의 유무에 상관 없이 결혼이나 연애하고 싶은 마음, 혹은 결혼이나 연애에 미련을 둔 여성으로 구분하였다. 그러나 감정이나 성욕은 어떻게 해소하느냐는 반론이 제기되었고 콜론타이는 이 점에 대해서도 고민하게 된다.

##### 망명 생활과 강연 활동
1914년부터는 수시로 블라디미르 레닌과 연락을 주고받으며 혁명 활동과 지하 활동의 정보를 접하였고, 지하화된 여성 노동 운동 단체들과도 연락을 주고 받았다. 이때 경제이론가인 마슬로프(P. Maslov)와 동거하였다. 그녀는 자신의 지적 욕망과 활동가로서의 결의를 존중받고 관심을 받고 싶어했지만 마슬로브는 혼외의 성적인 모험을 원할 뿐이었다. 실망한 콜론타이는 마슬로프와 결별하고 당의 선전사업가의 일에 전념한다.
알렉산드라 콜론타이는 1915년 정식으로 볼셰비키가 되었고 팜플렛 누가 전쟁을 원하는가를 펴냈다. 이 팜플렛에서 알렉산드라 콜론타이는 맹목적인 민족주의를 강력하게 질타하였고 이것은 곧 전 유럽과 미국에 퍼져 반전주의자들로부터 강력한 지지를 얻어냈다. 그는 전쟁 이전에 평화를, 국가와 민족 이전에 인간이 소중함을 역설하였고 이는 양심적인 지식인들의 공감대를 얻어냈다.
알렉산드라 콜론타이는 미국의 공산주의 동맹으로부터 초청을 받아 미국에 4개월간 그녀가 구사할 수 있는 네 가지 외국어(영어, 러시아어, 불어, 독일어)로 123회에 달하는 강연과 연설을 했다. 그녀의 외국어 능력은 레닌과 볼셰비키의 주장을 국제적으로 알리는 데 크게 기여하였다.
1916년에는 미국을 방문, 미국 각지를 순회여행하면서 제1차 세계대전에 미국이 참전하지 말 것을 호소하는 연설을 하기도 했다.

#### 레닌의 측근
그 뒤 콜론타이는 즉각적인 휴전을 요구했고, 제국주의 전쟁으로 촉발된 민족주의적 적대관계 때문에 산산히 부서진 제2차 인터내셔널을 다시 세우려는 유럽 각국의 공산, 사회주의자들과 함께 침머발트 운동(Zimmerwald Movement)을 전개하다가 레닌에 대한 지지로 돌아섰다. 그의 호소에도 불구하고 전운이 감돌자 유럽 여러 나라 좌파 지도자들과 정당들이 전쟁을 계기로 계급 같은 이해보다는 국가나 민족의 이익을 선택하는 노선을 택하게 된다. 이에 콜론타이는 '제국주의 국가 사이의 전쟁은 노동계급이 정치권력을 얻기 위한 ‘내전’으로 바뀌어야 한다. 제2 인터내셔널은 무너졌으니 제3 인터내셔널을 세우자.'며 국제 공산주의자들은 전쟁에 대한 반대를 해야 된다며 반전 원칙을 또렷이 밝힌 레닌을 지지하게 된다.
또한 그녀는 레닌이 주도한 제3 인터내셔널에 세계의 국제주의자들을 결속시키고 러시아 볼셰비키를 위한 지원금을 모집하는 데도 큰 힘을 보탰다.
콜론타이는 레닌이나 스탈린의 무비판적 추종자는 아니었다. 그는 소련 공산당의 전신인 러시아 사회민주노동당이 레닌의 볼셰비키와 마르토프의 멘셰비키로 갈렸을 때, 레닌의 독선적 태도를 비판하고 멘셰비키에 가담했다. 러시아 혁명 직전에 볼셰비키에 가담해 혁명에 참여한 뒤에도, 콜론타이는 공산당 내의 ‘노동자의 반대’ 파에 소속해 당내 민주화와 노동조합의 정치적 자유를 옹호했다.

### 러시아 혁명 이후

#### 귀국 직후

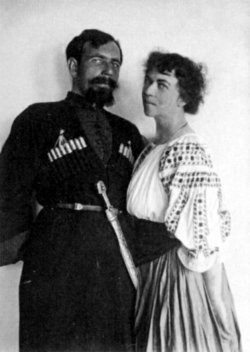
연인 파울 디벤코와 함께

1917년 2월 23일 러시아에서 2월 혁명이 발생하여 제정 러시아가 무너졌다. 제정 러시아가 붕괴되자 콜론타이는 바로 귀국했고, 제정 대신 케렌스키의 러시아 임시정부가 들어섰다. 그러나 온건 사회주의와 부르주아들과도 타협하려는 케렌스키 임시정부를 부정적으로 본 콜론타이는 블라디미르 레닌에게 강력한 공산주의 정부의 필요성을 건의하였다. 콜론타이는 이렇게 미적지근한 정책은 오히려 차르와 제정을 부활시키는 세력에게 호기를 줄 수 있다고 건의한다.
| “ | 노동자를 대표하는 소비에트가 권력을 잡도록 준비합시다. 케렌스키 임시정부의 온건 사회주의에 협력하지 말고 볼셰비키가 권력을 장악하는 데 앞장서시오. 권력만이 빵과 자유를 줄 수 있습니다. | ” |
|   | — 1917년 봄 레닌에게 보낸 편지 중에서 |   |

그녀는 자신의 재능을 십분 발휘해 볼셰비키의 세력 확장에 앞장섰다. 그녀는 누구 보다도 혁명적인 연설가였고 선동가였으며 이론가였다.
1917년 3월 19일 콜론타이는 페테르부르크로 갔고, 바로 볼셰비키의 지지로 소비에트 혁명 집행위원이 되었다. 그해 4월에 레닌이 귀국했다. 그해 다시 스웨덴의 스톡홀롬으로 건너갔다. 이때부터 그는 17년 연하의 남자친구 파울 디벤코와 정식으로 혼인신고를 올리지 않은 채 동거하였다.

#### 7월 사태 전후
1917년의 7월 사태 동안 콜론타이는 스톡홀름에 있었다. 그런데 스웨덴 언론이 독일 간첩 추문이 터진 뒤로 콜론타이가 독일의 보조금을 더 얻으려고 외국에 나왔다고 암시하는 바람에 콜론타이는 생활이 어려워졌다. 콜론타이는 서둘러 페트로그라드로 돌아갔다. 뒤에 콜론타이는 7월 13일에 스웨덴과 핀란드 국경선에서 벌어진 자기의 영접식을 묘사했다. 토르네오(Torneo)에서 러시아 장교 몇 명이 열차에 올라타 콜론타이를 강제로 연행했다.
멘셰비키가 레닌 일파를 제거하려고 친위 쿠데타를 일으켰고 그는 스웨덴 언론에 의해 독일 첩자로 몰리면서 난처한 입장에 처하게 되었다.
콜론타이가 체포됐다는 소식이 역에 퍼졌고, 곧이어 플랫폼에 "독일 첩자년이네! 러시아를 배신한 년이야!"라고 쑤군거리는 군중들이 몰려들었다. 냅킨을 팔에 두른 식당차 지배인은 "첩자년 콜론타이를 데리고 오는구먼! 네 년 자리는 러시아를 배반한 놈들이 매달린 교수대야!"라고 외치면서 콜론타이를 쫓아다녔다. 열차라 토르네오를 떠난 뒤 콜론타이의 호송인들은 식당차로 갔다. 그러나 혁명 러시아의 보호자를 자처하는 그 지배인이 아직 근무 중이었다. 그는 길을 가로막고서 "첩자년 콜론타이가 ...(이하 중략)... 내 객차에서 식사하는 꼴은 허락 못해."라고 내뱉듯 말했다. 그는 "간첩은 콩밥이나 먹어야지."라고 덧붙이고는 시중들기를 완강히 거부했다.
그러나 곧 레닌을 체포하지 않는다는 방침이 정해지면서 멘셰비키에 의해 체포되었던 볼셰비키들은 모두 풀려났다.

#### 여성 해방론 발표
1917년 알렉산드라 콜론타이는 모스크바에서 전 러시아 여성 대회를 개최하였고, 이 대회에서 그는 가족과 공산주의를 발표했다. 이 팜플렛에서 알렉산드라 콜론타이는 여성들이 혁명을 통해 남성에 대한 의존성을 탈피하고 이혼에 대한 권리를 획득해야 하며 부르주아식 낡은 가족의 유형으로부터 벗어나야 한다고 촉구하였다. 그리고 독신자들에 대한 색안경과 편견도 벗어버려야 된다고 주장하였다. 그는 왜 여성들은 혼자 자립할 생각을 하지 못하고 남성들에게 경제적으로 의존하려 드는가, 남성의 경제적 부양을 받으려 하는가에 대한 질문을 끊임없이 계속하였다.
알렉산드라 콜론타이는 가사 노동과 자녀 양육 등 이전에는 온전히 여성의 몫으로만 돌려졌던 것들을 사회화할 것을 주장하였다. 그녀는 국가가 모성을 보호하고 공동체 양육을 통해 아동을 범죄의 노출로부터 보호하는 것만이 완전한 여성 해방의 길을 여는 첫걸음이라고 주장하였다.
그녀의 이러한 주장은 기존의 부르주아적 가족제도의 해체를 의미하는 것이었다. 가족의 자리는 공동체가 대신하며 여성들은 자기 자식만이 아니라 노동자와 농민의 아동 모두의 어머니가 되어야만 한다는 것이다. 그는 일부 부르주아층 여성들이 자신의 자녀는 각별하게 대하면서 타인의 자녀를 천대하고 무시하는 것 역시 잘못이라고 지적하였다. 진정한 어머니라면 남의 자식이라 하여 함부로 대해서는 안된다고 지적하였다.
이것은 여성이 가정이라는 굴레에 얽매여 하나의 독립된 경제 주체가 못하는 것을 막고 공동체 속에서 여성이 사회적인 노동자이자 경제적인 독립체로 거듭나는 길을 모색한 것이다. 콜론타이는 여성이 독립을 하려면 여성이 경제권을 독자적으로 행사할 수 있어야 한다고 주장하였다.
1918년에는 소비에트 공산당의 여성 기관지인 여성노동자지의 편집위원의 한사람으로 참여하였다.

#### 여성 해방 정책 발표

##### 가사 노동 해방론
콜론타이는 1918년에 저술한 가족과 공산국가에서 완전하고 전면적인 여성 평등을 위해서는 전통적인 가족 관계의 근본적인 붕괴가 선행되어야 한다고 주장하였다. 그는 가족이 제 구실을 하지 못하고 있고, 가정 내의 약자의 인권, 생존권을 지켜주지 못하며 심지어는 부모에 의한 아동 학대와 폭력, 젊은 자녀에 의한 노인 폭력과 학대, 건강한 형제자매에 의한 약자 형제자매에 대한 폭력 등의 문제점을 지적하였다.
그녀가 볼 때 전통적인 가족관계는 남성에 대한 여성의 경제적 의존성과 가사노동과 자녀 양육에 대한 염려에 근거하고 있는 것이었다. 이 속에서 여성은 어떠한 물질적 가치도 창조해 내지 못하는 일상적인 노동만 요구받고 있다는 것이다. 예를 들어 음식 준비, 집안청소, 담요와 의복 세탁 등과 같은 잡일을 예로 들었다. 그러나 새로운 공산사회는 여성을 이러한 비교화적인 가사노동에서 해방시켜 주며 나아가 여성들이 사회활동에 효과적으로 참여할 수 있게 도와줄 것을 약속했다.
콜론타이는 이를 위해 여성의 개인적인 가사 노동은 사회의 대중 노동으로 대체될 것이며 이에 필요한 대중 식당, 공동 세탁소, 특별 수선가게 등이 설치될 것이다.라고 주장했다. 콜론타이는 이러한 개인적인 가사노동이 사라지는 데 대해 여성들이 안타깝게 여길 필요가 없으며 오히려 이는 여성들의 삶을 보다 윤택하고, 이전보다 행복하고 자유롭고 풍부하게 만드는 길이라고 주장하면서, 여성의 가사로부터의 해방은 교회와 국가의 분리만큼이나 커다란 역사적인 사건이라고 제안하였다. 그리고 그 나머지 시간은 여성의 개인 여가와 자기 자신에 대한 투자에 쏟을 수 있다고 하였다.
이에 대해 그러면 여성들이 이렇게 가사노동과 자녀양육의 짐에서 해방될 때 또한 가정이 이러한 의무와 책임에서 벗어날 때, 가족이란 도대체 무엇인가 하고 반문하였다. 콜론타이는 이것은 사회주의 체제 속에서 새로운 부부관계가 성립할 수 있는 하나의 환경이 마련됨을 의미한다고 보았다. 자녀 양육의 의무와 책임에서 해방된 가정은 부부의 분리가 훨씬 쉽게 이루어질 수도 잇꼬, 자유롭고 독립적인 둘의 연합이 될 수도 있다고 본 것이다.
콜론타이는 여기서 자본주의체제나 봉건체제 속에서 형성된 부르주아의 가족관계와 성도덕을 거부하고, 사회주의 체제 속에서 집단주의와 동료 의식, 평등 원리에 입각한 새로운 가족관계와 성도덕을 확립하고자 의도했던 것이다.

##### 무상 보육론
콜론타이는 국가가 적극적으로 아이의 양육과 노인의 보호를 맡아야 된다고 주장하였다. 국가는 가사의 부담 뿐만 아니라 자녀양육의 부담까지 떠맏아야 된다.고 주장했다. 보육원·유치원에서는 경험 있는 교사들이 아이들을 돌보아줄 것이며, 초등학생은 훌륭한 교육과 무상 급식, 무상 의복, 무상 교과서 등을 받게 될 것이다. 그리고 무엇보다도 중요한 것은 19세기까지 쉽지 않던 초등, 중등 교육을 노동자와 빈민, 서민의 자식들에게도 혜택이 돌아가게 해야 한다고 하였다. 학교에 갈 기회를 균등하게 주되 그 중에서 특별한 인물은 국가의 인재로 키워야 된다는 것이었다.
이와 같은 국가의 과학적이고 합리적이고 체계적인 교육은 인간을 개인주의적이고 교육에 무지한 부모에 의해서 이루어지는 것보다 더 큰 효과를 낳는다는 것이다. 그는 빈민가와 공장 단지에서 본 가정 폭력과 학대 역시 지적하며 전문 교육자에 의한 전문적인 교육이 필요하다는 것도 역설하였다. 그러나 전문 교육이 무엇이 필요하냐는 반론에 대해 기본적인 문자와 지식, 역사, 산술, 시민 윤리 등이 필요가 없느냐며 반박하였다.
그리고 이러한 주장에 대한 거부반응을 의식하여 콜론타이는 다음과 같이 덧붙였다.
| “ | 노동자 어머니들은 놀라지 마시기 바랍니다. 공산사회는 부모들에게서 자녀를 빼앗지 않을 것이며, 어린아이들을 어머니에게서 떼어 놓지 않으며, 강제적으로 가정을 파괴하지는 않을 것입니다. 결코 그런 일은 없습니다. | ” |

콜론타이는 국가는 자녀 양육에 필요한 물질적인 부담과 지원만을 담당하고, 부모가 자식을 키우면서 얻는 기쁨은 그대로 남겨둔다는 것이다. 그가 강조한 것은 부모가 일터로 나갔을 때 열악한 환경과 위험에 노출되는 아이들의 나머지 시간을 국가가 관리, 보육하자는 것이 그의 지론이었다. 고려해야 할 점은 자녀들은 일정 시간 동안 일정의 공동생활을 하게 된다는 것과 부모들은 자녀 양육에서 자기 자식과 남의 자식이라는 개념을 버리고 오직 공산주의, 노동 러시아의 자녀, 즉 우리의 자녀라는 것을 이해하며 배워야 한다는 점임을 강조하였다. 따라서 자녀 양육에서 부모에게 요구되는 것은 오직 건강한 자녀 생산과 보육원에 다니기 이전까지의 양육뿐이라는 것이다. 그리고 안전한 가정 환경을 만들어주어 자녀들에게 인간으로서의 권리를 보장할 것을 제안하였다. 그리고 이러한 무상 보육을 어린이에서 장애인, 노인으로 확대하여 국가가 소외계층과 취약계층의 인간적인 삶을 살 수 있도록 적극적으로 돌보고 후원하여야 한다고 역설했다.

##### 미혼모 보호론
1896년 어느 공장의 미혼모의 자녀의 열악한 환경을 보고 그는 국가가 미혼모의 자녀들에 대한 보호에도 힘써야 한다고 주장했다. 그는 후일 1918년 후생복지담당 인민위원으로 있을 때나 1918년 여성담당 인민위원으로 재직할 때, 국가의 미혼모 보호에 힘써야 된다는 것을 인민위원회와 내각에 여러 차례 요구하였다.
콜론타이는 남성으로부터 여성의 경제적 독립을 주장하면서 미혼모와 그 자녀에 대한 국가의 배려를 주장하였다.
| “ | 맨손으로 자녀와 함께 버려진 미혼모들을 사회가 방치해서는 안 된다. 국가는 어머니가 자녀를 양육하는 동안에는 그녀가 합법적으로 결혼한 여성이든 그렇지 않든, 상관없이 국가가 보호해 주어야 하며 모성보호소, 유아원, 보육원 등을 설립하여 여성들이 노동과 어머니로써의 의무를 병행할 수 있는 가능성을 제공해 주어야 한다. | ” |

또한 미혼모에 대한 편견과 낙인, 딱지를 버려야 된다고 주장하였다. 미혼모에 대한 편견이 곧 19세기까지 만연했던 영아 살해, 유아 살해, 유기 등의 원인이었다며 자유롭게 연애도 하고, 자유롭게 결혼도 할 수 있으며, 남편 없이 임신한다 하여 그것이 죄가 되어서는 안된다며, 생명의 탄생을 축복하는 것이 사람된 도리라고 강조하였다.

#### 혁명 활동
1917년 4월 레닌의 귀국 직후, 콜론타이는 레닌의 지지를 선언하며 각지에서 유세, 모든 사회주의자와 양심적 지식인들에게 노선이 선명치 못한 케렌스키의 임시정부에 협력하지 말고 보다 선명한 개혁을 펼칠 소비에트에게 기회를 달라, 힘을 달라고 호소했다. 레닌은 임시정부의 노선이 선명하지 못함을 들어 계속 비판하였다. 그러나 레닌은 이미 급진주의자, 과격분자라는 딱지가 붙었고, 소비에트 내에서 수적으로 열세인 볼셰비키 지도자의 말은 비웃음만 샀다. 그러나 콜론타이는 변함없이 레닌을 지지하던 사람의 한 사람이었다. 그 때문에 한동안 '여자 레닌', '급진주의자', '과격분자', '미친 여자 볼셰비키'라고 조롱당하기도 했다.
1917년 9월 볼셰비키파의 제6차 당 대회에서 콜론타이는 볼셰비키파 중앙위원회 위원의 한사람으로 뽑혔다. 그는 눈물을 글썽이며 전 러시아 소비에트 대회가 새로운 정부의 수립을 선언하는 소리를 들었다. "나의 생애에서 가장 위대한 순간이었고 결코 잊을 수 없는 순간이었다."며 감격한다.
10월 볼셰비키들은 멘셰비키들을 몰아내고 정부를 장악하였다. 이 과정에서 알렉산드라 콜론타이는 볼셰비키 중앙위원회의 유일한 여성 위원으로 선출되었으며 여성으로서는 유일하게 레닌, 트로츠키, 부하린 등과 함께 당 강령 초안 작업에 참여하였다.

### 정치, 여성, 복지 활동

#### 혁명 정부 참여

##### 후생복지 담당 인민위원

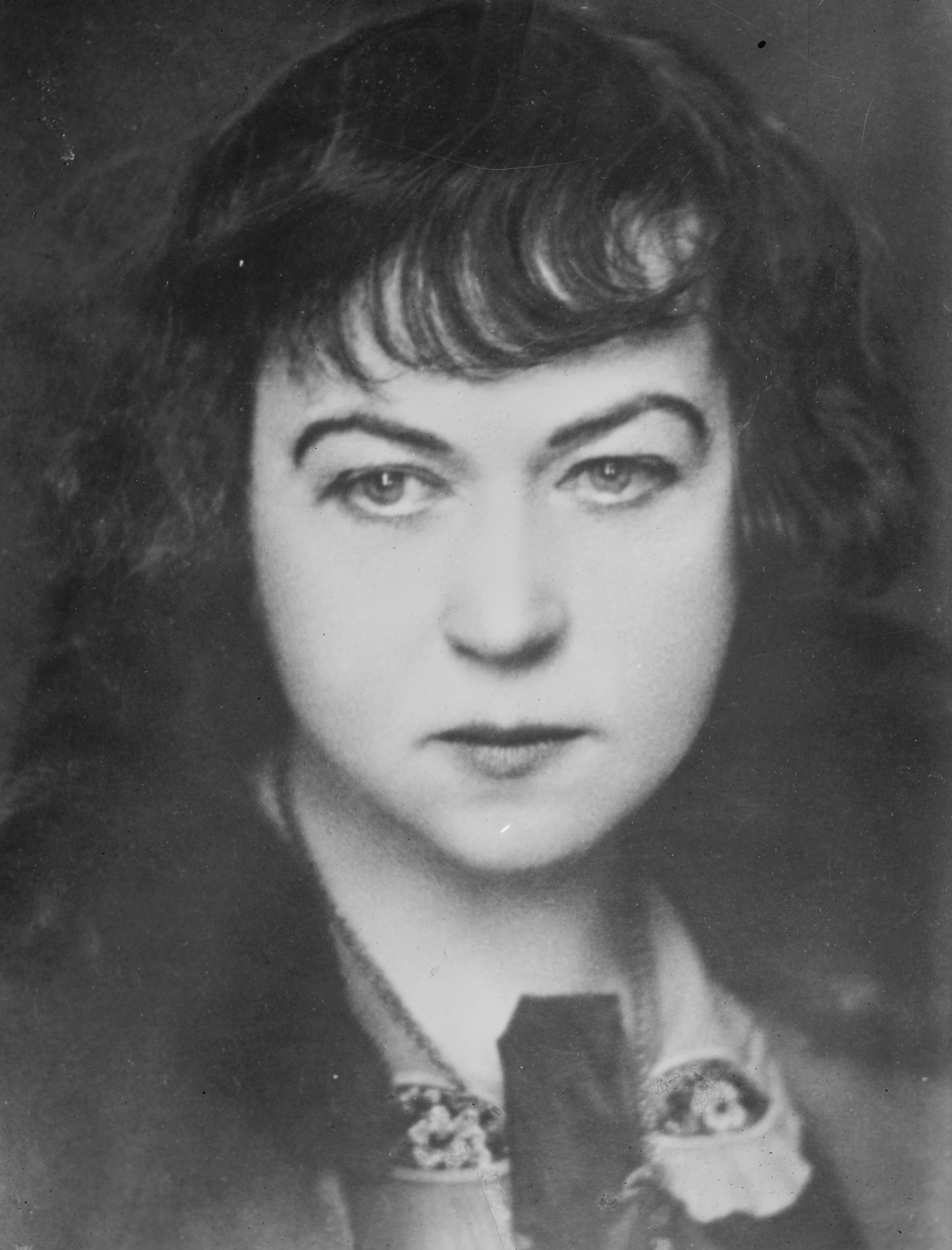
1910년대 후반의 콜론타이

1917년 11월 혁명에 참여하였다. 혁명이 성공한 후 후생복지담당 인민위원이 되었다. 콜론타이는 모성과 아동 보호의 중요성을 강조하고 이를 위한 방법을 강구하였다. 백군과의 내전기에는 대부분의 여성 관련 정책들이 콜론타이를 중심으로 만들어져 갔는데, 그녀의 급진적인 정책 수행에 '여자 레닌'이라는 별명이 붙기도 하였다.
후생복지담당 인민위원으로 재직 중 그는 러시아 사회를 개편하고자 했다. 소외 계층의 여성과 어린이, 청소년 문제에 국가 공권력의 적극 개입을 추진했고, 자유연애론을 주장하였다. 또한 정책적으로는 결혼과 이혼 절차의 간소화, 사생아에 대한 사회적·법적 낙인의 제거, 사생아도 정식 결혼으로 태어난 자녀와 동등한 권리와 상속권 부여 등을 추진했고, 여성의 지위에 대한 편견 제거 가지 개선을 요구하였다.
1918년 알렉산드라 콜론타이는 자신의 여성 해방론을 정책으로 실현하려 하였지만, 이는 순조롭지는 못했다. 가족법의 제정과 제노텔의 설립 등 외견상으로는 알렉산드라 콜론타이의 주장들이 실현되는 듯이 보였으나, 남성 볼셰비키들의 반발도 계속되었다.

##### 이혼의 자유 보장
이혼의 자유가 보장되자 남편의 폭력에 평생 시달리던 여성들은 이혼의 자유를 환영했지만 남편을 '생계수단'으로 여기던 여성들은 오히려 이혼의 자유를 두려워했다. 이혼의 자유를 두려워하던 여성들은 그의 남성 편력을 문제삼아 공격하기도 했다. 콜론타이는 여성들이 가정과 사회에서 자유로워지는 것은 오직 여성 스스로가 사회적으로 경제적 능력을 획득하는 것이라고 역설했다. 이혼의 자유를 두려워하는 일부 러시아 여성에게 '바바'라는 모욕적인 칭호를 들으면서도 남자들에게 의존하려느냐며, 남성도 하는 일을 여성은 왜 하지 못하느냐며 반론하였다.
그러나 그의 이같은 활동을 못마땅히 본 남자 공산주의자들 중 일부는 연애하느라고 자신의 공무를 소홀히 했다는 이유로 비판하다가 그를 고발하였다. 그러나 블라디미르 레닌의 적극적인 신뢰로 처벌은 모면하였다.

##### 가족관계법 제정, 정비
1918년 1월 그는 여성이 집안의 대표자가 될 수 있도록 하는 정책을 건의하여 성사시켰다. 그리고 가족관계법의 제정, 정비를 시도한다.
알렉산드라 콜론타이는 가족법의 제정을 통해 이전과는 다른 남녀 관계를 제시하였다. 이 가족법에는 부부의 법적 평등, 여성의 재산권 행사의 자유, 이혼의 자유 보장, 자녀 양육비의 문제 등이 명시되었다. 또한 알렉산드라 콜론타이는 여성 문제를 전담하는 정치 기구인 제노텔을 설립하고 이를 통해 여성 해방 사업을 실현해 가려 했다. 그녀는 제노텔이 당 사업에 여성을 동원하기 위한 단순한 당의 하부 조직이 아니라 독립된 기구로서의 역할을 담당할 것을 주장하였다.
그러나 알렉산드라 콜론타이의 여성 해방 운동과 정책은 20세기 초 여전히 남녀 평등을 피상적으로, 혹은 마지 못해 받아들이던 남성 볼셰비키들로부터 큰 호응을 얻지 못했다. 그녀의 여성 해방론은 오히려 볼셰비키 내부에서 분열주의로 치부되기도 하였고, 레닌으로부터 냉혹한 비판을 받기도 했다.
대부분의 남성 정부 수립자들은 알렉산드라 콜론타이의 이상론적 여성 해방론을 받아들이려 하지 않았다. 가족 해체를 통해 여성을 해방하려 했던 알렉산드라 콜론타이의 생각과는 달리 소비에트는 각 가족의 결속을 통한 국가 체제 유지를 더 바라고 있었던 것이었다.

##### 레닌의 지지
레닌은 그의 여성 해방 정책에 적극 공감, 동조하였다. 레닌은 여성해방 차원에서 이루어진 가족법의 변화, 즉 여성과 남성의 법적 평등권, 남성에 대한 여성의 경제적 종속으로부터의 해방에 대해서는 적극적으로 지지하였다. 더불어 여성의 사회적 참여를 확대할 수 있는 사회적 여건으로서 가사노동의 사회화에 대해서도 콜론타이와 동일한 입장을 견지하였다. 레닌은 가사노동을 가리켜 "여성이 할 수 있는 가장 비생산적이며, 가장 야만적이며, 가장 참기 힘든 일"이라면서 실제적인 여성해방은 단순히 여성과 남성의 법적 평등권 말녀 뿐 아니라 가사노동을 사회화하는 전반적인 변화를 포함할 때 가능한 것이라고 주장하였다.
여성들의 가정에서의 이탈로 가사일을 남성들도 일부 부담해야 한다는 사실을 일부 남성 볼셰비키들은 상당히 못마땅하게 여겼고 콜론타이에 대한 비난으로 응대하였다. 그러나 레닌의 전폭적인 지원으로 비판여론은 수면에 가라앉고 말았다. 여성을 가사노동과 남성에 대한 경제적 종속에서부터 해방시켜야 한다는 점에서는 레닌과 콜론타이가 동일한 입장을 취하였던 것이다. 그러나 남녀간의 자유로운 연합, 자유로운 성도덕관에 대해서 레닌은 분명하게 반대했다. "목마름은 채워야 한다. 그러나 정상적인 사람이라면 누가 시궁창에 드러눕겠으며 웅덩이에서 물을 마시겠는가?"하고 반문하였다. 레닌의 이러한 시각은 초기 공산주의자들에게 그대로 계승되었다.

#### 노동 정치 활동
이후에도 노동운동가로도 활발히 활동하였으며 1928년에는 노동문제를 다룬 《경제진화에 있어서의 노동 Trgdzhenshchinyv Evolyutsii Khozyaistva》 등을 썼다. 소비에트 연방 수립 이후에도 스탈린 집권 전까지 여러 여성 해방 운동에 참여하였으며, 여성해방에 관한 많은 저서를 남겼다. 그 중 《붉은 사랑 Vasilisa Malygina》(1923)은 한때 독서계를 풍미하였다. 그것의 후편으로 《위대한 사랑》(1932) 등을 집필하였다.
1918년 1월 레닌이 전쟁을 피하려고 독일과 단독 강화를 체결하려 했다. 이는 '브레스트리토프스크 강화조약'인데 그동안 레닌을 지지해 온 이상주의자에게서 거센 반발을 샀다. 분노한 콜론타이는 제7차 당 대회에서 조약 반대파를 이끌면서 레닌을 반역자라고 성토했다.
| “ | 우리는 조국이 아니라 노동자 공화국을 위해 싸우고 있는 겁니다. | ” |

콜론타이는 레닌에 대한 강한 성토를 했고 레닌은 분개한다. 1918년 3월 볼셰비키는 당 대회에서 브레스트리토프스크 조약을 승인했고, 동시에 콜론타이를 중앙위원에서 해임하였다.

#### 여권 신장 운동

##### 여성 해방 운동
그는 레닌과 인민위원회를 상대로 끊임없이 여성에게도 동등한 의무와 징발, 징집령을 부과해줄 것을 호소하였다. 1918년 11월 16일 모스코바에서 열린 제1차 '러시아 여성 노동자·농민대회'에서 콜론타이는 '가족'의 장래에 대한 청사진을 제시하였다. 여기에서 그는 여성이 적극적으로 가사를 부양할 수 있는 가정을 새로운 가정, 여성이 가장인 가정을 신 가정의 모델로 제시했다.
| “ | 남성에게 기댈 필요도, 남성들에게 예속될 필요도 없는 새로운 인생의 가능성에 마음을 여십시오. 가정은 여성을 종속시킬 뿐 아니라 비생산화함으로써 집단의 발전을 방해하는 존재입니다. 우리가 이루고자 하는 노동자 국가는 남성과 여성, 두 평등한 노동자가 자유롭게 결합하는 사회가 될 것입니다. 국가는 여성에게 일자리를 주고 아이를 돌볼 것입니다. 유치원과 탁아소에서 집단 활동은 아이들로 하여금 ‘내 것’ ‘네 것’보다 ‘모두의 것’을 깨쳐 사유재산 관념을 갖지 않도록 해줄 것입니다. | ” |

많은 여성 근로자들과 여성 상인들이 그의 주장에 동조, 기립박수를 보냈다. 콜론타이는 '대표들이여, 새로운 의식을 가지고 돌아가십시오. 여러분은 더는 바바가 아닙니다.'라며 끓어오르는 열정과 확신에 찬 어조로 말끝을 맺었다. 그는 여성도 사람이며 사람답게 살 권리가 있음을 강조하였다.

##### 여성 권리 운동

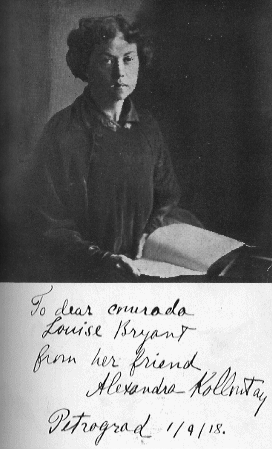
1918년 친구 루이사 베리얀에게 보낸 사진과 편지

1918년 2월 13일 후생복지담당 인민위원에서 물러나고 1919년 여성담당 인민위원에 선임되었다. 그는 러시아 혁명 직후부터 여자들에게도 군역과 노동의 의무를 부과할 것을 인민위원회에 꾸준히 요구하였다. 1920년 1월 정부가 여성을 포함한 모든 인민에게 노동징발령과 군역을 부과, 이를 포고했을 때 이를 환영하였다. 콜론타이는 이를 '여성의 역사에서 가장 뜻 깊은 날'이라며 극찬하였다.
| “ | 여성의 역사상 가장 위대하고 해방적인 날은, 여성에게도 남성과 같은 법적 권리를 얻는 날이 아니라, 여성들도 남성과 마찬가지로 의무를 부과받고, 여성들도 남성들처럼 '노동하도록' 요구되는 것이다. 여성은 이제 남편이거나 가족보다 국가와 사회에 귀속할 것이며, 자신의 노동에 따른 자신의 경제권과 장부를 가질 것이고, 여성이라는 독립된 인격체로서 사회 활력의 원천이 될 것이다. 사회는 여성의 권리를 존중하지 않을 수 없을 것이다. | ” |

그러나 일각에서는 여성이 약자임을 들어 반대하였다. 그러나 콜론타이는 약자라는 이유로 권리와 의무를 회피한다면 남성들의 노예, 하수인으로 살 것이냐며 강하게 반발했다. 일부 볼셰비키들조차 여성을 억압하는 내용이라고 반대하였지만 콜론타이는 이를 두고도 여성을 남성의 종속된 존재로 두려는 시도라며 강하게 반발하였다. 콜론타이는 노동, 징집령 부과를 여성의 지위를 변화시킬 가능성이라고 보았다. 콜론타이는 이후에도 여성에 대한 징집, 징발령을 면제하려는 시도를 비난하며, 여성 징집령을 폐지하려는 공산주의자들에게 '이상주의자', '남성 우월주의자', '차별주의자'라고 비판하였다.
한편 1920년 9월에 개최된 소련 공산당 협의회에서 콜론타이는 당내 언론 자유를 확대할 것을 요구했다. 콜론타이는 '1917년 혁명 뒤 당 운영이 점차 관료주의화, 전체주의화 되고 다양한 목소리를 받아들이지 못하는 쪽으로 흘러들어가 혁명의 순수한 원칙들이 파괴되고 있다'며 발언권과 표현의 자유를 요구하였다. 한편 그는 자신보다 17세 연하인 드이벤코와 사귀었다.

##### 여성 노동자의 권익 보호

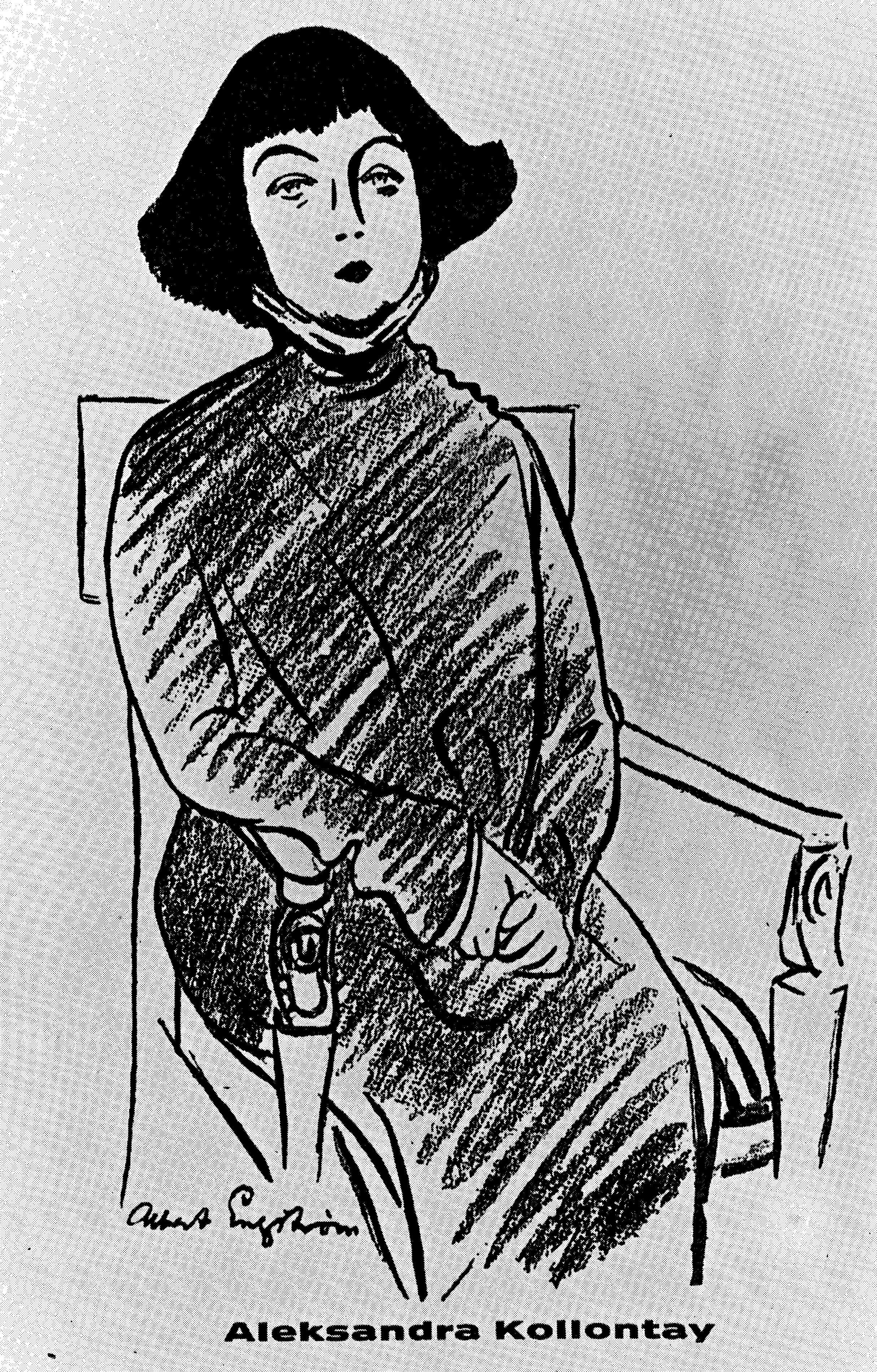
콜론타이 캐리커쳐

노동하는 어머니의 어깨에서 자식을 보살피는 육체적 짐을 벗겨준다면, 그녀는 어머니된 '즐거움'을 함께 나눌 수 있을 것이라며 정부와 국가가 탁아소 등 어린아이를 돌보는 제도와 시설을 마련할 것을 주장하였다. 콜론타이는 『공산주의와 가족』에서 이렇게 말했다.
| “ | 우리에게 익숙한 것이 결코 바뀔 수 없다고 생각하는 것은 그저 우리의 무지에서 나온 것이다... 역사의 과정에서 가족의 구조는 여러 번 달라졌다. 한 때 가족은 오늘날의 가족과 꽤 달랐다... 새로운 삶과 조화를 이룰 수 있는 것들은 유지되어야 한다. 그러나 오래 되고 낡은 모든 것, 지배와 예속의 저주받은 시대, 지주와 자본가의 시대에서 나온 모든 것들은 착취하는 계급 그 자체와 프롤레타리아트와 빈민의 다른 적들과 함께 사라져야 한다. | ” |

이에 따라 전통적인 '여성의 일'을 덜어주고 사회가 떠맡기 위해 공동식당, 보육시설, 세탁소 같은 공공시설들이 세워졌다.

##### 사랑의 자유론 주장
그는 자유롭게 사랑할 수 있고, 자유롭게 연애할 수 있어야 함을 주장했다. 그는 여성이 이혼을 선택할 권리를 보장해줄 것을 여러차례 요구하여 성사시킨다. 혁명 이후에 러시아인들은 이혼의 자유를 얻었지만 일부일처제를 여전히 당연한 것으로 받아들였다. 가족은 혁명 러시아에서도 국가를 이루는 기본 단위였다. 그리고 자본주의 사회의 일부일처제와 마찬가지로, 혁명 러시아의 일부일처제도, 실질적으로는 일부다처제였다. 여성과 남성 사이의 '완전한' 평등이 이뤄지지 않는 한, 배타적이고 동등한 성애를 전제로 한 일부일처제는 불가능하다. 그런데 소련에서도 여성과 남성의 완전한 평등은 이뤄지지 않았다.
콜론타이의 견해는 적극적이었다. 혁명은 종국적으로 국가만이 아니라 가족까지 해체할 것이라고 그녀는 생각했다. 그녀가 보기에 결혼이나 전통적 가족관계는 소유권에 바탕을 둔, 억압적이고 이기적인 과거의 유물이었다.
콜론타이는 자유로운 사랑이 경제적, 사회적 권력자가 마음대로 여성이나 남성에게 사랑을 행하는 방종이나 방탕이 아니라 사회 관계의 영역에서 전체의 기본 개혁들-가정에서 사회와 국가로 의무가 전이되는 개혁들-만이 진정한 '자유로운 사랑'의 원칙이 어느정도 실현될 수 있는 상황을 만들 수 있으며 여성이 자본과 남편에게 이중적으로 의존하는 모든 물질적인 짐에서 해방될 때만이 가능하다고 보았다. 그는 남자에게 의존하는 사랑은 여자를 남자의 전리품, 물건으로 만들며, 남자 역시 여자의 경제적 노예로 밖에 되지 않으며 결국 결혼 생활이나 연애가 행복해질 수 없는 원인이 된다고 주장하였다. 남녀간의 관계에 돈과 금전이 오고가는 것은 사랑이 아니라 매춘이라고 보았다.
그녀는 '자유연애' 또는 '자유결합'을 옹호했다. 부르주아 사회의 소유 관념에서 벗어난 참다운 사랑은, 콜론타이에 따르면, 남성이기주의와 여성의 노예적 억압을 끝장낸 평등한 관계 속의 사랑이어야 했다. 남성과 여성의 관계가 남성이 주가 되고, 여성이 종 또는 부속물이라는 것은 불평등하고 부조리한 관계이며, 일부일처제는 그러한 관계를 공인하는 하나의 수단 밖에 안된다고 주장했다.
콜론타이는 인간은 누구도 타인의 생각이나 마음을 완벽하게 이해할 수 없음을 주장했다. 타인의 마음은 이해하고 들을 수 있을 뿐 소유할 수 없다는 사실을 인식하는 동지적 사랑이어야 했다. 이 사랑은 그러므로 일부일처제 너머의 사랑이었다. 콜론타이는 이런 사랑을 '날개 달린 에로스'라 불렀는데, 이것은 좌파 페미니스트들 사이에 소란스러운 논쟁을 낳았다. 페미니스트나 볼셰비키 일각에서는 그가 타락한 자본주의적인 사랑론을 설파하는 것이 아니냐고 주장하였다. 그러나 그는 여성도 가정에서 해방되고, 남성에게서 해방되려면 자유롭게 사랑을 선택할 권리가 보장되어야 가정과 남성으로부터 자유로워진다고 반박하였다. 이에 가정폭력에 시달리던 여성과 젊은이들, 가장 중심의 가족관계에 염증을 느낀 청년층의 지지를 받았다.

##### 제노텔 활동
정부의 여성담당 인민위원이나 후생성담당 인민위원 외에도 그는 제노텔의 위원의 한사람으로서 여성 후생, 복지 관련 업무에 관심을 기울였다. 콜론타이는 1920년 10월 제노텔 조직자 회의에서 '제노텔의 임무는 당의 과업을 대중에게 알리는 것보다 어떤 영역이든 여성문제가 제기되는 곳이면 어디서든지 주도권을 쥐고 할동하는 것'이라는 강령을 채택했다. 이는 다른 볼셰비키 들의 반발을 불러왔고, 당과의 갈등을 초래하게 되었다. 소련 공산당에서는 이를 인정하지 않고 제노텔의 견해를 채택하지 않는다.
결국 후일 1922년 당은 콜론타이를 제노텔에서 해임시키고 골루베바로 교체했다. 그러나 골루베바 역시 콜론타이와 의견이 크게 다르지 않았다. 1923년 12차 당 대회에서 골루베바와 콜론타이의 주장을 ‘여성의 일상생활을 개선한다는 기치 아래 남녀의 공통 과제인 계급투쟁으로부터 여성을 멀어지게 하는 여권론적인 일탈’로 규정하고 제노텔에 대한 모든 논의를 종결시키기로 한다. 그 뒤 이오시프 스탈린 집권 후에는 분파주의와 분열을 조장하고, 국론 단결에 저해가 된다는 이유로 1930년 제노텔을 해산시키고, 제노텔 및 페미니스트들 다수를 유배형에 처하거나 사형에 처한다.

#### 자유 연애 운동
볼셰비키 혁명 이후 레닌과 뜻을 함께 했던 콜론타이는 성도덕에 관해 레닌과 당과 마찰을 빚었다. 콜론타이는 혼인 서약도 없이 자신이 사랑하는 남자와 동거하기도 했고 삼대의 사랑, 붉은 사랑과 같이 새로운 소비에트 사회의 성도덕과 가족 문제를 다루었던 소설들로 인해 당의 비판을 받아야 했다.
레닌은 연애 역시 이데올로기로서 프롤레타리아의 계급성에 입각해야 하고 그렇지 않은 자유 연애는 퇴폐적이라고 규정짓는다. 그러나 그는 기존의 가부장제 하에 한 사람의 가장이 여러 첩을 거느리는 것과 남성의 축첩, 불륜 등에 대해서만 호의적이고 여성의 자유 연애에 대해서는 부정적인 점을 지적하며 봉건시대와 다른 점이 무엇이냐며 항변하였다.
그의 견해는 조선에도 전파되어 허정숙, 정칠성, 정종명, 주세죽 등에게 영향을 주었다. 이들은 조선에 콜론타이의 사상을 소개하며 자유 연애, 자유 결혼, 거래와 계급적 차별이 없는 자유로운 남성 관계론을 주장하였다.

#### 권위주의화에 대한 비판
알렉산드라 콜론타이는 공산주의 정부 수립 후 권위적으로 변해가는 소련 국내의 정치 상황을 매우 비판적으로 바라보았다. 1920년 노조를 국가고 관리하며 국가 계획의 선봉대로 삼아야 한다는 레프 트로츠키의 주장에 콜론타이는 정면으로 맞섰다. 트로츠키의 이러한 생각을 권위주의적이라고 비판하며 알렉산드라 콜론타이와 비슷한 생각을 가진 사람들이 모여 '노동자 반대'파를 결성했다.
당시 레닌은 정부 수립 이후 불안안 상황을 생산성 향상으로 극복하려 하였다. 그에 따라 국가 중심의 계획경제론을 추진하기 시작한다.

#### 자율적 노동운동 주장

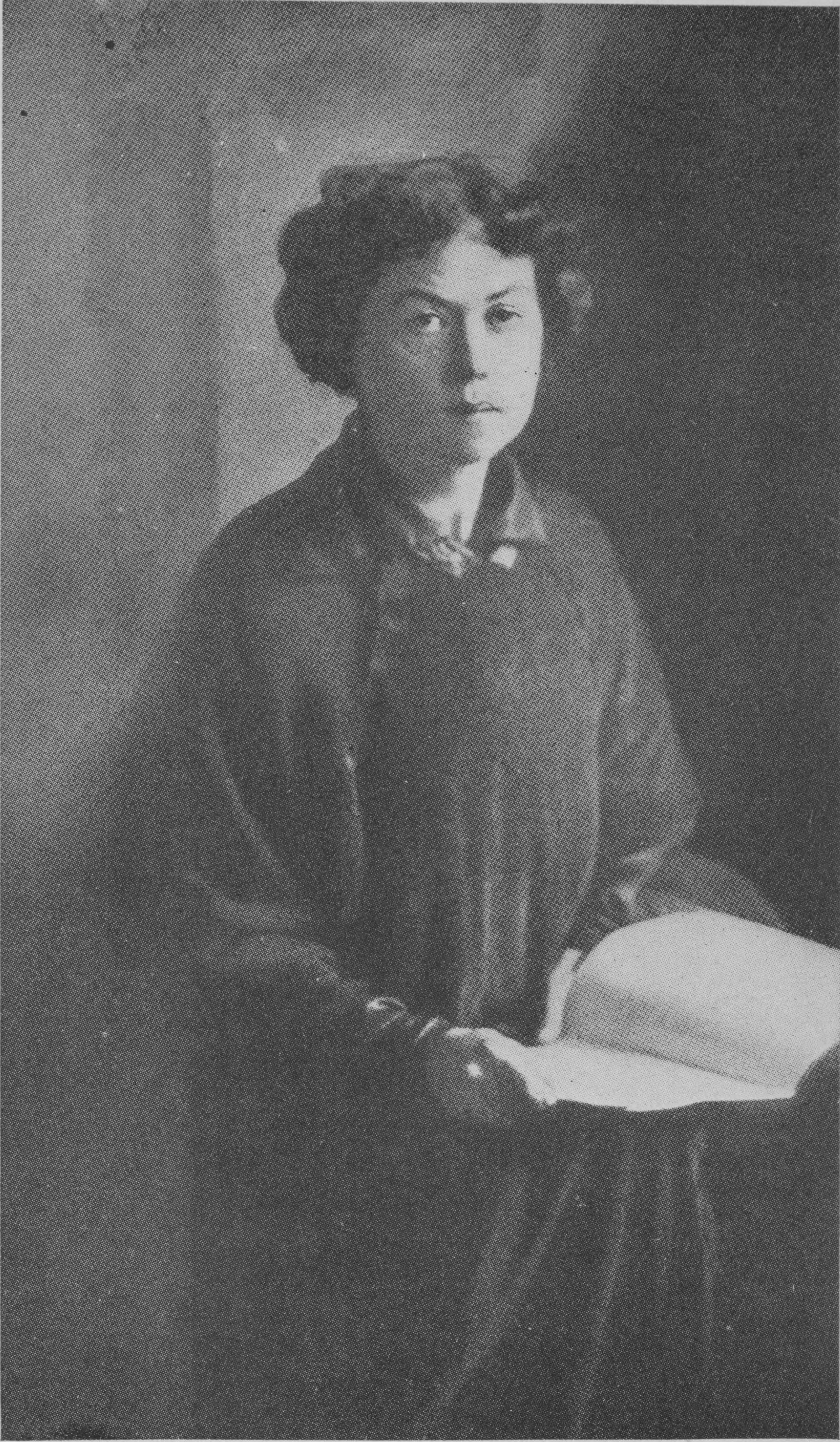
콜론타이

1920년 9월 러시아 혁명에 대한 제국주의 열강의 간섭과 백군의 도발로 시작된 내전이 거의 마무리되어갈 무렵에 열린 소련 공산당 협의회에서 알렉산드라 콜론타이는 당내 언론의 자유를 확대할 것을 요구했다. 콜론타이는 '노동자들의 창의적인 노력으로 공산주의적 목표가 달성될 수 있다는 17년의 환희가 경제구조의 붕괴, 내전의 지속, 러시아의 후진성 등에 의해 훼손되고 있었다. 이런 상황에 당이 정면으로 맞서 원칙을 회복해야 함에도 ‘맹목적인 복종’의 분위기 속에서 당 내의 자유로운 토론과 창조적인 에너지가 가로막히고 있다'고 판단했다.
이런 생각을 가진 콜론타이는 21년에 열린 10차 당대회를 앞두고 ‘노동자 반대파’의 일원으로 〈노동자의 반대〉라는 팸플릿을 작성했고, 이로 인해 당대회에서 레닌과 마지막 충돌을 벌이게 된다. 당시 표면적인 쟁점은 당과 노동조합의 관계, 노동조합의 구실에 관한 것이었다. 노동조합주의자들은 노조가 경제 관리를 담당해야 할 뿐만 아니라 당과 국가로부터 독립돼야 한다고 주장했다. 이에 반해 트로츠키, 레닌, 지노비예프, 부하린 등은 각자 노동조합에 대해 다른 견해를 가지고 있었다. 논쟁가로서의 콜론타이의 진면목을 드러낸 것은 이들의 차이를 무화시키고, 이들의 동일한 전제를 드러내는 데 있었다. 콜론타이가 보기에 노동조합을 국가기관화해야 한다는 트로츠키의 생각이나 노동조합이 공산주의 훈련소가 돼야 한다는 레닌의 생각이 겉으로는 다를지 몰라도, 노동조합에 생산의 통제권을 부여할 수 없다는 점에서 일치했다. 이는 쟁점을 형성할 때 논쟁의 본질은 공산주의 혁명을 어떻게 완수할 것인가 하는 근본적인 이론적 문제였다.
그러나 레닌은 자율적 노동조합 운영론을 반대, 자본주의화로 간주했다. 10차 당대회에서 레닌은 콜론타이의 〈노동자의 반대〉를 겨냥해 분노에 가까운 비난을 퍼부었다. 레닌은 그 무렵 발생한 크론슈타트 수병 반란과 ‘노동자 반대파’를 고의적으로 연결하면서, 레닌은 반혁명의 위협이 여전한 이때 그러한 토론은 “허용할 수 없는 사치”라며 ‘노동자 반대파’의 주장을 깎아내리려 했다. 콜론타이는 레닌의 주장을 무시하고, 그녀가 근본적이라고 생각한 것, 곧 당이 혁명 초기의 이상을 실천에 옮기지 못하고 있다는 쟁점을 제기했다. 그러자 콜론타이는 '소비에트 러시아는 노동자들의 국가가 아닌가', '프롤레타리아트의 창의력과 자발성을 신장하며, 당 내의 이질적 요소를 척결하겠다는 볼셰비키의 결의는 어떻게 되었는가'라며 의문을 제기하였다.
콜론타이와 ‘노동자 반대파’는 소수였기에 그들의 패배는 뻔한 것이었다. 더 나아가 당 대회는 분파 금지를 결의하여 더 이상의 논쟁 자체를 봉쇄했다.

#### 조선에 영향
콜론타이의 자유 연애론은 1920년대 조선에도 소개되었다. 일본의 페미니스트들의 자유 연애론에 공감하던 조선의 페미니스트들은 그의 자유 연애론을 적극 수용하였다. 김일엽과 나혜석은 미국과 일본, 프랑스의 자유주의 페미니스트들의 견해를 받아들인 반면, 공산주의 성향의 페미니스트였던 허정숙은 콜론타이의 이론을 적극 받아들여 국내에 소개하기도 했다.
조선의 페미니스트 허정숙은 알렉산드라 콜론타이의 여성 해방 사상을 국내에 소개하기도 했다. 미국, 일본, 프랑스 등으로부터 받아들인 자유주의 페미니즘과는 또다른 형태의 공산주의와 결합한 형태의 페미니즘 사상이었다.
허정숙은 "연애는 사사다."라는 콜론타이의 구호를 실제의 삶에서 구현한 지식인 여성이었다. 동아일보의 여기자이자 여성동우회와 근우회, 청총간부로 맹렬히 활동했던 허정숙은 남편 임원근이 옥에 갇혔을 때 냉정하게 이혼장을 가지고 찾아갔으며, 나이 30세 이전에 애인을 세 번 가졌고, 애인과 사귈 때마다 아이를 낳았다는 개인사를 빌미로 대중매체의 가십꺼리가 되었다. 그러나 이에 굴하지 않고 오히려 콜론타이의 사랑론을 설파하였으며, 그 외에도 여러 남성과 자유롭게 사귀었다.
콜론타이만큼의 확고한 계급적, 젠더적 자각 속에서 자신의 사생활을 영위하였다고 하더라도, 조선에서 급진적인 콜론타이 연애론의 실행은 격렬한 반발과 충돌을 피할 수 없었다. 콜론타이의 삼대의 사랑에서 재현된 여성의 자유분방한 성의식과 가족의 부적은 유교적 습속이 강고하게 유지되던 20세기 초 조선에서는 뿌리내릴 수 없는 공상적 가설에 가까웠다. 그러나 허정숙은 자유 연애를 감행하였고, 오히려 유교가 종교적, 도덕적인 핑계로 여성의 성과 자유를 억압 통제한다며 오히려 유교 사상과 가부장제의 비인간성을 지적, 질타하였다.
1920년대 중반부터 1930년대 일제강점기 조선 사회에는 콜론타이의 연애관을 두고 찬성과 반대의 양론이 격렬히 대립하기도 했다. 허정숙 등의 콜론타이식 연애론에 대한 옹호에 대해 김억 등 남성 지식인들의 반대도 거셌다.
시인 김억은 『연애의 길을 읽고서-콜론타이 여사의 작』(삼천리, 1932. 2. 1)이라는 글에서 콜론타이 연애론에 대한 품평을 남긴다. 그는 콜론타이의 삼대의 사랑에서 제1세대에서 제3세대까지 시대가 변해가면서 사랑의 형태가 달라지는 것은 인정하지만, 그때그때 성욕의 충동만 있으면 관계해도 좋다는 주장은 수긍할 수 없으며, 도대체 콜론타이가 말하는 '새 감정과 새 관념과 새 도덕으로의 새 사람'이 무엇인지 모르겠다고 토로한다. 김억이 말한 것처럼 대다수의 조선인들에게 콜론타이즘은 '인생을 동물화시킨 것에 지나지 아니하는' 불경한 서사였다.
그러나 조선인 사회주의자들과 공산주의자들은 유교 성리학적 가치관이 가부장제를 정당화하여 가부장이 다른 가족에게 폭력을 행사하고 남편이 부인에게 폭력을 행사하는 것을 정당하게 여긴 것을 지적하며 김억의 주장에 맹공격을 퍼붓기도 했다. 자유 연애 문제는 1937년 신사 참배 문제가 이슈가 되기 전까지 조선 사회의 큰 화두가 되었다. 이 과정에서 콜론타이의 사상을 조선에 소개한 허정숙은 '조선의 콜론타이'라는 별명을 얻기도 했다.
1920년대 후반 조선의 공산주의 지식인들이 콜론타이의 연애론을 지지했던 근거는 부르주아 계급의 위선적 성도덕 비판과 여성의 진정한 해방이라는 두 가지 논점이었다.
1930년 김온(金縕)은 다시 콜론타이 연애관을 조선에 소개하였다. 1930년에 콜론타이의 연애관을 소개한 김온의 글은 기존의 연애가 가지는 계급적, 젠더적 한계가 문제시되면서 그 대안으로 콜론타이의 연애론을 제시하였다.
| “ | 부르주아의 위선적 성도덕은 인간의 성생활까지 노예화하기를 강요하고야 마는 것이요 구속하는 까닭이다. 이 노예와 구속으로부터 해탈하는 것이 제일 첫째, 여성으로 하여금 성적 해방을 의미케 하는 것이다. ...(이하 중략)... 실로 근세 여성의 해방은 절대로 그 경제적 조건의 근본 해결이 필요하게 되는 것이라 볼 수 있다. 콜론타이 여사는 자기의 이 소설 빨긴 사랑을 통하여 여성의 사회적 지위에 처하여 만장(萬丈)의 기염을 토했고 가정과 사회생활에 대한 근본적 방향을 제시하야 여성의 현대적 처지의 중요성을 주장했다. 나는 다만 최후로써 부탁하려는 말은 조선의 여성은 가장 좋은 가정의 주인, 공화하는이외에 좋은 사회인이 되는 동시에 남성의 노예보다는 해방으로의 길을 찾기를 열망해 마지않을 것이다. | ” |

김온은 부르주아 성 도덕이 인간의 성생활, 특히 여성의 성을 노예화했음을 문제시하면서 프롤레타리아의 성적 해방을 여성의 성적 해방과 긴밀히 연계시켰다. 또한 현대 여성의 새로운 방향을 제시한 콜론타이의 붉은 사랑에 의거하여 여성이 가장 좋은 가정의 주인공으로 머무르지 않고, 좋은 사회인이 되는 동시에 남성의 노예가 되기를 거부하고 해방의 길을 찾아야 한다고 주장했다. 콜론타이의 연애론은 조선의 보수적 유학자들의 반발과 함께 김온, 허정숙, 박헌영 등의 절대적인 지지를 받았다.

#### 레닌과의 갈등
레닌은 정부 수립 이후 불안안 상황을 생산성 향상으로 극복하려 하였다. 그 과정에서 노동자들의 민주적 참여는 배제되고 국가 주도하에 독재적인 정책들이 실시되기 시작하였다. 노동자를 위해 일어난 혁명 이후 노동자들이 얻은 것은 아무것도 없는 아이러니한 상황이 전개되었다. 콜론타이는 권력은 노동대중과 인민에게 있다며 레닌을 비판하기 시작하였다.
| “ | 레닌 동지는 생산성 향상을 위해 노동조합에 경영권을 줄 수 없다고 하였다. 그러나 생산성 향상을 누구를 위한 것인가? 노동자는 혁명을 수행했음에도 자신이 처한 곤경에서 벗어날 수 있는 아무런 수단을 갖지 못하였다. 노동자는 사소한 임무나 수행하는 도구로 전락하였다. | ” |

노동자의 정부를 구상했던 알렉산드라 콜론타이의 생각과는 다르게 혁명 이후의 정부는 더 이상 그녀의 이상과는 맞지 않는 쪽으로 흘러가고 있었다. 한편으로 제정을 그리워하는 세력은 그가 탈선과 타락을 부추긴다는 이유로 비방을 가하였다.
혁명의 원칙을 주장하며 알렉산드라 콜론타이가 목소리를 높일 즈음, 불행히도 크론슈타트 수병들이 반란을 일으키고 이 때문에 당은 중앙 집권적인 통제를 더욱 강화하였다. 그리고 알렉산드라 콜론타이가 주도하는 '노동자 반대파'가 분리주의를 부추겨 혁명 정부를 혼란하게 만든다고 매도하였다. 이로 인해 알렉산드라 콜론타이는 정치적으로 상당한 타격을 받고 위축되었다.
연인에게 감정적, 경제적으로 의존하는 사랑이나 물질적 안락을 얻기 위한 결혼을 거부하고, 여성의 자유로운 선택에 의한 사랑과 성, 독립적인 개성을 주장했던 콜론타이의 연애론은 실질적으로 성적 방종과 도덕적 혼란을 야기한다는 비판을 공론화했다. 그리고 이것은 러시아에서 콜론타이를 당과 정치적으로 불화하게 만드는 하나의 원인이 되었다.

### 수정 자본주의에 대한 반대

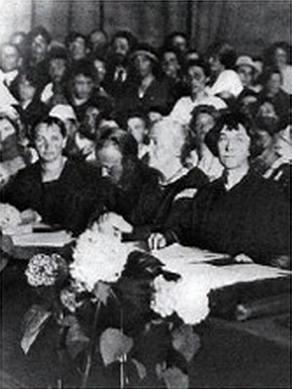
1921년의 코민테른에 참가한 클라라 제트킨(좌)과 알렉산드라 콜론타이(우)

레닌은 혁명 뒤에도 좀처럼 나아지지 않는 경제적 어려움을 벗어나려기 위해 자본주의를 부분 도입할 계획을 추진하였다. 레닌은 경제학자들을 만나 자본가 전문가를 산업체의 경영자로 쓰려고 했다. 그러자 콜론타이는 이런 정책 변화를 '국가 자본주의'며, 공산주의 혁명의 원칙에서 후퇴하는 것이라며 강하게 비판했다. 또한 노동조합의 운영에 대해서는 콜론타이와 노동조합주의자들은 노조가 경제 관리를 담당해야 할 뿐만 아니라 당과 국가에서 독립돼야 한다고 주장했다. 콜론타이는 '공산주의를 건설하는 주체는 바로 노동자와 무산 대중 뿐'이라며 자본주의를 도입하려느냐며 비판하였다.
1921년에 열린 10차 당 대회를 앞두고 '노동자반대파' 그룹의 한 사람으로 노동자의 반대라는 팜플렛을 만들었고, 노동자의 권리가 아닌 다른 계층의 권리도 대변할 수 있어야 된다고 주장했다. 또한 소련 공산당이 지나치게 현실안주적이고 관료화된다며 비판했다. 이 때문에 당 대회에서 레닌과 충돌하게 된다. 그는 당과 노동조합의 관계, 노동조합의 역할 등이 무엇인지도 레닌에게 해명하라고 몰아붙였다. 콜론타이는 레닌의 경제 정책도 비판했다.
| “ | 정부와 사회에 대한 노동자반대파의 묘사는 적절했다. 그들의 원칙은 노동계급의 자기 조직화를 다룬 것이었다. 그러나 당에서 오랜 토론 뒤 노동자반대파 강령은 패배했다. | ” |

또한 콜론타이는 비정통을 용납하지 않는 소련 공산당의 편협성과 배타성 역시 공격하였다. 성 관계와 계급투쟁이라는 논문에서 이를 본격 언급했다.

### 생애 후반

#### 노동자반대 그룹 해산 이후

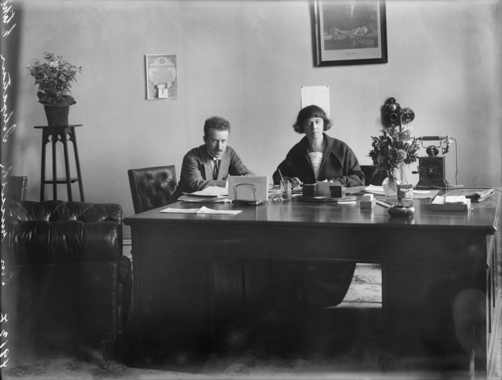
1920년 오슬로 장관 시절

1921년 10차 당 대회에서 레닌과 대립했던 사건은 콜론타이에게는 정치 생명을 건 사건이었다. 콜론타이는 공산당의 관료주의화와 레닌의 자본주의 도입 시도를 비판하였다. 그러나 소수파의 한계 때문에 묵살당했지만 콜론타이는 자신의 정치 생명보다는 국제 사회주의자가 지녀야 할 원칙과 여성해방, 민주적인 당 운영 같은 원칙이 더 중요하다는 점임을 강조하였다.
레닌이 '노동자의 반대' 그룹을 해산한 뒤, 콜론타이는 권력핵심에서 더 멀리 밀려나게 되었다. 1922년 이후부터는 어떠한 파벌 조성도 금지화되었다. 그러나 당 핵심부의 독선에 대한 비판을 콜론타이는 계속 이어나갔다. 스탈린이 집권한 뒤에도 마찬가지였다. 또한 외부의 비판과 반발에도 굴하지 않고 노동조합이 국가나 사회의 통제를 받지 않고 순수히 노동자들의 권익 옹호에만 전념해야 된다는 주장도 계속하였다.
그러나 블라디미르 레닌과의 갈등으로 알렉산드라 콜론타이가 설 자리는 급격히 줄어들고 1922년 제노텔(Zhenotdel)의 대표직을 잃고 외무위원회로 좌천된다. 그가 강제로 제노텔에서 추방당한 뒤 제노텔은 형식적으로 존재하다가 결국 1930년에 스탈린에 의해 폐쇄되었다.
1921년 그는 수년간 사귀어오던 17살 연하의 남자 드이벤코와 이별하였다. 드이벤코와의 이별은 특히 그녀로 하여금 사랑의 의미와 여성들의 삶에 있어서 연애 혹은 사랑이 차지하는 의미가 무엇인지 깊이 인식하는 계기가 되었다. 이런 맥락에서 콜론타이는 1920년대에 사랑을 주제로 한 몇 편의 소설과 논문을 발표하였다.

#### 외교관 활동

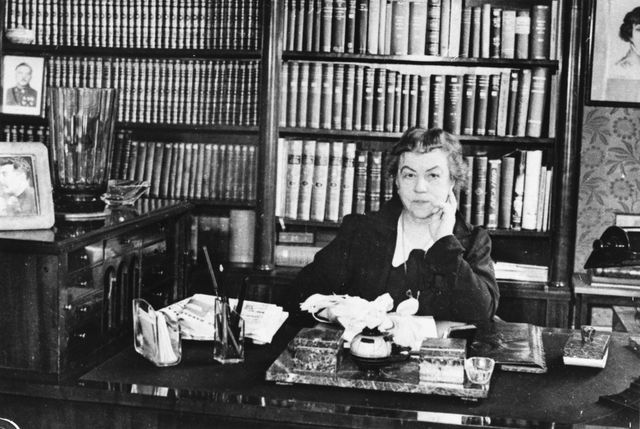
스웨덴 공사 시절, 스톡홀롬에서

1922년 소비에트 연방 외무인민위원회 위원이 되었다. 1922년 레닌은 당내의 모든 파벌 활동을 금지했지만, 콜론타이는 그 뒤에도 당의 관료주의에 대한 비판을 멈추지 않았다.
그 뒤 1923년 노르웨이 특명전권대사로 임명되었다가 현지에서 노르웨이 공사관 공사로 파견되어 이후 26년까지 노르웨이에서 근무했다. 그는 세계 최초의 여성 외교관이기도 했다. 그는 스탈린이 집권한 뒤에도 공산당 내의 야당 역할을 계속했다. 당과 정부를 남성들이 장악하고 있던 혁명 초기 소련에서 콜론타이는 이네사 아르만드, 소피아 스미도비치, 나데즈다 크룹스카야(레닌의 부인) 등과 함께 희귀한 여성 정치인 그룹에 속했다. 그는 아르만드, 스미도비치와 함께 여성 노동자 선전선동 중앙위원회를 결성했다.
그녀가 노르웨이 공사로 있을 때 하루는 청어 구매를 놓고 노르웨이 상인과 담판을 벌였는데, 상인이 가격을 매우 높게 불렀다. '이 가격이 아니면 그대로 썩히더라도 팔지 않겠습니다.'라는 것이었다. 그러자 콜론타이는 가벼운 웃음으로 그 말을 흘려버리며 더 낮은 가격을 불렀다. 콜론타이가 "이 이상을 부른다면 다른 회사를 찾겠습니다."라고 하자 상인은 '그 가격으로는 생선 가시밖에는 못 사겠군요.'라고 비꼬았다. 그러자 콜론타이는 고개를 가로저으며 말했다. "방금 내가 말을 잘못했습니다. 가격을 좀더 낮추어야 하는 건데 말입니다."그러자 노르웨이 상인은 이러다간 협상이 안되겠다 싶었는지 웃는 얼굴을 보이며 말했다. '농담이시죠?'라고 하자 콜론타이도 웃으며 답했다.
'먼저 농담을 하시니 저도 농담을 하는 수밖에요. 그렇게 높은 가격을 부르시다니요. 내가 당신이 제시한 가격에 동의한다 해도 우리 정부에서 비준하지 않으면 아무 소용이 없습니다. 물론 나머지 차액은 내 월급으로라도 메우겠지만, 할부로 갚을 수 밖에 없습니다. 그리고 평생을 갚아도 못 갚을지 모릅니다. 어떻게 하시겠습니까?'
노르웨이 상인은 더 이상 그녀와 겨룰 수 없다는 것을 깨달았다. 결국 노르웨이 상인은 가격을 다시 고려해보았고, 콜론타이는 협상을 성공적으로 마무리지었다.
한편 그가 부임하는 곳마다 그의 여성 해방론을 듣기 위해 공산주의와 자유주의 성향의 청년들이 그를 면담하기도 했다. 콜론타이는 사랑과 성은 범죄도 기피해야 될 것도 아니라며 자유로운 연애와 자유로운 성관계를 주장했다. 또한 조건이 없는 사랑이 진정한 사랑이며 조건과 대가가 있는 사랑과 결혼은 일종의 거래라고 하였다. 그들을 통해 사랑의 자유론, 성욕의 자유론을 설파하여 유럽 사회에 자유 연애, 자유로운 성관계론을 전파하였다.

#### 자유 연애론 설파

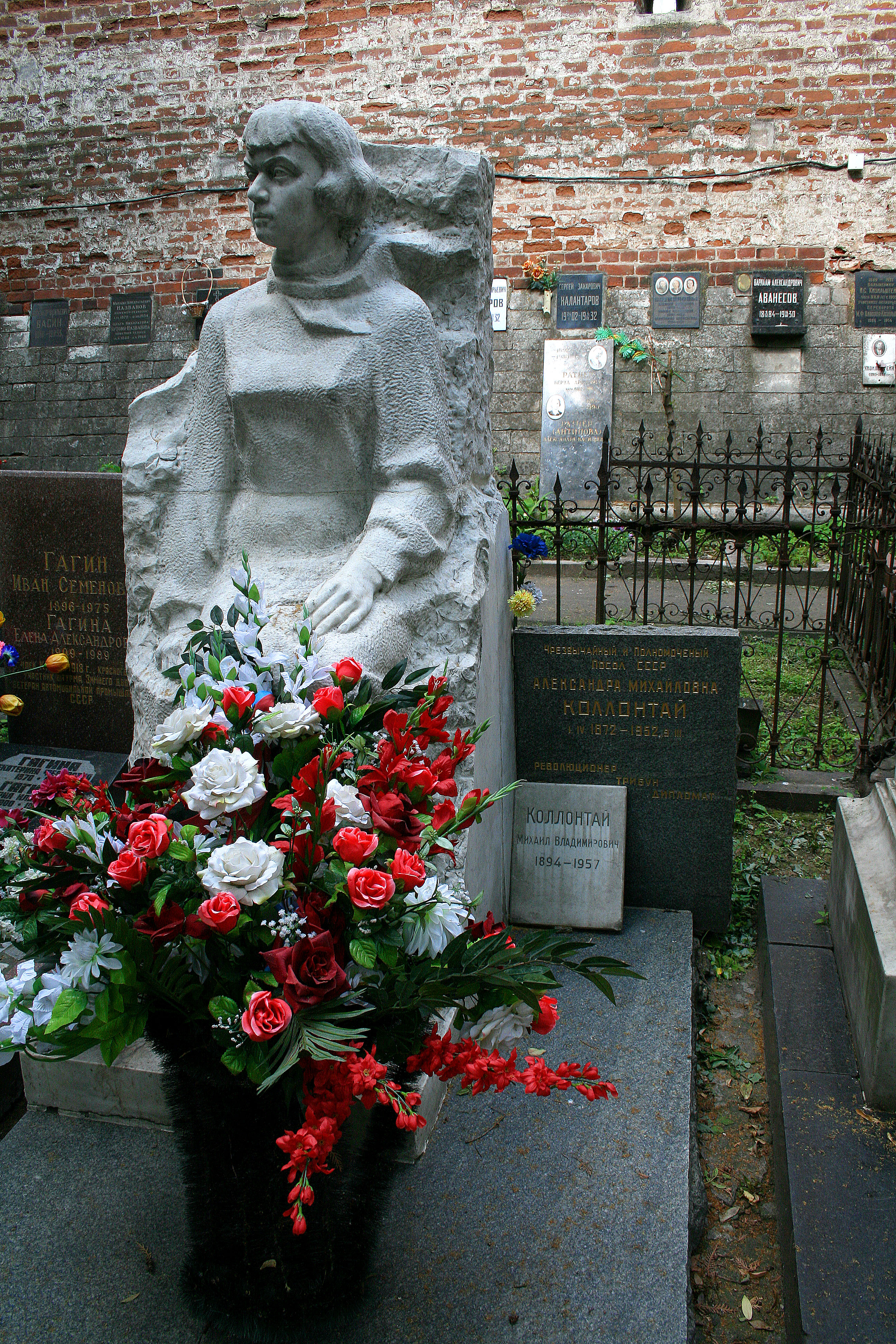
콜론타이의 무덤 (모스크바 소재)

1923년 몰로다야 그바르디야 지에 '날개 달린 에로스에게 길을'을 발표하였다. 날개 달린 에로스에서 그는 '날개 달린 에로스'와 '날개 없는 에로스'의 관계를 대비시킴으로써 자신의 이상주의적 자유연애사상을 표현하였다. 콜론타이는 새로운 노동자들에 의해 건설된 공산 사회는 동료애와 공동의 연대성 원리에 기초해 있다고 말한다. 여기에서 말하는 공동의 연대성이란 단순히 공동의 이익 창조에만 관심을 갖는 사회가 아니라 상호간의 정신적, 내적 연합을 이루어가는 사회를 말한다. 바로 이러한 내적 연합이 이루어지는 노동공동체 속에서 자유롭고 동등한 권리를 소유한 당원들 간의 사랑의 연합이 가능하다고 보았다.
콜론타이는 이러한 사랑에 세 가지 중요한 원칙을 제시하였다. '첫째는 상호 관계에서의 평등성을 인정하며 남성의 독점과 여성의 노예적 굴종의 모습을 인정하지 않는다, 둘째, 타인의 권리를 상호 인정한다, 셋째, 함께 있는 사랑하는 사람의 영혼의 상태를 동료의식을 갖고 이해하며 주의 깊게 그 영혼의 소리를 들을 수 있는 마음을 지녀야 한다.'는 점이다.
이런 새로운 사랑의 감정을 가리켜 콜론타이는 '사랑-동료애'라고 불렀다. 그는 이러한 남녀간의 자유롭고 평등한 연합 속에서 인간의 모든 영적, 정신적 잠재력 뿐마나 아니라 심리적 잠재력까지도 현실화될 수 있다고 보았으며, 이런 새로운 유형의 사랑을 가리켜 '날개 달린 에로스'라고 불렀다.
반면에 콜론타이는 자신의 쾌락을 위해 타인의 성을 희생시키는 사랑, 타인의 육체에 대한 단순한 소유, 순간적인 쾌락을 추구하는 사랑을 가리켜 '날개 없는 에로스'라고 불렀다. 그녀는 이러한 유형의 사랑을 부르주아들의 사랑이라고 주장하였다. 그리고 혁명과 전쟁이라는 사회상황으로 인해 내적이고 정신적인 사랑의 세계로까지 나아갈 수 없는 러시아의 현실 속에서, 이러한 유형의 사랑이 부활하고 있다고 지적하면서, 이러한 사랑은 육체적 소모와 정신적 황폐화와 여성에 대한 남성의 지배 모습으로서 노동자계급의 이익에 대치되는 유형이라고 말했다.

#### 만년
이오시프 스탈린 집권 후에도 그는 이오시프 스탈린의 독선적인 태도를 상당히 부정적으로 봤고, 시종일관 스탈린과 불화하였다. 1926년 멕시코공사로 전보되었다가 1927년에 소환되었다. 1930년 주스웨덴 공사로 파견되었고, 대사관으로 격상되면서 소련의 초대 주 스웨덴대사를 역임하였다.
1940년대에는 독일에 파견되어 독일과 소련의 협상에 소련 대표단의 한사람으로 다녀왔다. 1944년에는 핀란드와의 휴전협상 정책을 건의, 추진하여 제2차 세계대전 동안 소련과 핀란드 간의 갈등을 중재하였다. 그러나 이오시프 스탈린은 그를 꾸준히 견제하였다. 1945년 병으로 소환되었으며, 1946년 한때 노벨평화상 후보로도 지명되었다.
그는 여성의 경제적 독립과 성적 문제에 대한 통제를 위한 여성의 권리를 마르크스주의적으로 해석, 남성을 지배자, 여성을 피지배층으로 해석하였다. 저서로는 『여성문제의 사회적 기초』(1969), 『공산주의와 가족』(1920), 『사회와 모성』(1913),『성적 관계와 계급투쟁』(1972) 등을 남겼다. 그러나 스탈린의 꾸준한 견제를 받아 요직에는 나서지 못했고, 저술 활동과 강연 활동에 전념하였다. 1952년 3월 9일 모스크바에서 심장마비로 사망했다.

### 사후
러시아 최초의 여성 외교관으로 평가된다. 또한 그의 조건 없는 사랑론은 일종의 혁명이라며 높이 평가되기도 했다. 그의 조건없는 사랑론과 자유 사랑, 자유 연애론은 공산주의자들과 페미니스트들에게도 공감대를 형성하였으며, 1960년대의 동독, 프랑스, 미국 등의 젊은이들에게 영향을 주어 낭만주의적인 사랑, 연애관을 확산시키는 등 각국에 영향을 주었다.
스탈린 치하에서 그는 조명받지 못하다가 1960년대에 이르러 그에 대한 재조명 여론이 나타났고, 1970년대부터 그에 대한 조명과 연구 작업이 시작되었다. 1994년에는 그의 일대기를 담은 TV 장편 드라마 콜론타이(Kollontai)가 방영되었다.

## 저서
- 『새로운 도덕과 노동계급』(1918)
- 《붉은 사랑 Vasilisa Malygina》(1923)
- 《경제진화에 있어서의 노동 Trgdzhenshchinyv Evolyutsii Khozyaistva》(1928)
- 『여성문제의 사회적 기초』(1969)
- 『공산주의와 가족』(1920)
- 『사회와 모성』(1913)
- 『성적 관계와 계급투쟁』(1972)
- 《홀로된 사람 홀로된 이별 The Great Love》

### 소설
- 붉은 사랑 (1925)
- 자매들 (1927)
- 삼대의 사랑 (1925)

### 논문
- 『1905년 제1차 러시아혁명에 대해서』

## 작품성
콜론타이의 소설은 그녀의 여성해방론을 문학적 형식으로 구현한 결과물들이었다. 붉은 사랑의 여성노동자 바실리사는 공산주의 혁명을 위해 당 활동을 하면서 여성의 위치를 주장했다.
콜론타이가 크나큰 대중적 반향을 일으킨 것은 1930년대에 조선에 유입된 그녀의 소설 붉은 사랑(Vasillisa Maligina)(1923)과 삼대의 사랑(Liubov trekh pokolenii)(1924) 덕분이었다. 붉은 사랑은 러시아 혁명기를 배경으로 한 프롤레타리아 계층 출신의 공산당원 바실리사의 사랑을 주된 내용으로 하고 있으며, 삼대의 사랑은 소비에트 공화국 거립기에 올가 집안의 여성들의 사랑과 성의식의 변화를 다루고 있다.
콜론타이의 소설은 그녀의 공산주의 여성해방론을 문학적 형식으로 구현한 결과물들이었다.
이 작품들은 엘렌 케이나 하쿠손의 주장과는 달리 낭만적 연애를 부정하고 가족제도의 해체로까지 나아가는, 사랑과 결혼에 대한 실험적이고 급진적인 의식을 제시한다.

### 붉은 사랑
붉은 사랑의 여성노동자 바실리사는 공산주의 혁명을 위해 당 활동을 하면서 혁명에서 여성의 위치를 주장하고, 공산주의 공동체의 설립을 위해 지속적으로 노력하는 인물이다. 이 작품에서 바실리사와 볼로다의 사랑은 콜론타이가 말하는 '동지애적 사랑'이 무엇인지를 어느 정도 제시한다. 이들은 사랑하지만 결혼으로 얽매이지 않고, 사랑보다는 일을 더 중시하는 연인들이다.
붉은 연애에서는 사랑이 반드시 이루어지는 것은 아니며 사랑하더라도 함께할 수 없는 상황이 있음을 조리있게 묘사하였다.
| “ | 함께 사는 것이 아무리 좋다 할지라도 홀로 사는 편이 훨씬 나아. 연인이 곁에 있으면 생각이 흩어지고 일의 진전을 더디게 해. 이제 그녀는 다시 일에 전념할 수 있게 되었다. | ” |

붉은 사랑에서 여성 노동자 바실리카는 남녀 간의 연애가 일의 진전을 더디게 하기 때문에 오히려 연인과 떨어져 사는 편이 낫다고 주장한다. 이는 연애에 절대적 가치를 부여하고 연애를 통해 필연적으로 결혼에 이르게 된다는 기존의 연애지상주의적 관점과는 완전히 다른 시각이었다.

### 자매들
그는 이상적인 사랑이 현실에서 실현될 수 있다고 보았다. 그러나 1920년대 당시에는 실현되지 않고 있다고 판단했다.
소설 자매들에서 소설의 여주인공은 결혼한 노동자 여성으로서 아이의 병 때문에 직업을 잃게 되었다. 머지않아 그녀의 아이는 죽고, 이 때문에 남편과의 관계도 악화되었다. 남편은 술을 마시고 바람을 피우며 집에 들어오지 않기도 하였다. 하루는 남편이 집에 매춘부를 데리고 왔는데, 술 취한 남편이 잠든 밤에 우연히 두 여인은 부옄에서 이야기를 나누게 되었다. 알고보니 이 매춘부도 처지가 자신과 비슷했다. 갈 데 없는 이 여인의 처지를 바라보며 동병상련의 정을 느끼게 된다. 그래서 이 소설을 '자매들'이라 부른 것이다.
당시 소비에트의 여성들이 전통적 관계의 도덕적 포로상태에서 해방되지 않았을 뿐만 아니라 남성들로부터 과거의 경제적 종속에서도 벗어나지 못하였음을 콜론타이는 인정하고 있었다. 특히 1920년대 초에는 이러한 현상이 명백하게 드러났다. 새로운 경제정책의 전환기를 겪으며 수많은 여성들이 직업을 잃고 합법적으로나 비합법적으로 자신의 육체를 팔아 물질적 필요를 충족해야만 했던 시기였다.

### 삼대의 사랑
삼대의 사랑은 전통적인 일부일처제를 크게 벗어나지 않는 할머니, 전통적 결혼에서 벗어나 복수의 남성을 사랑하는 어머니 올가, 그리고 낭만적 사랑을 아예 부정하고 연애에서 성을 분리하는 딸 제니아 등 삼대에 걸친 여성들의 성, 연애, 결혼에 대한 인식의 변화를 보여준다. 특히 딸, 제니아는 '사랑'이라는 감정 자체에 빠지는 것을 거부하고 심지어 임신하고서도 아이의 아빠가 누구인지 상관하지 않으며, 어머니의 애인과도 성관계를 맺는 파격적인 인물이다. 제니아는 콜론타이가 여성들의 낭만적 사랑 없이 동지애적 삶을 살 수 잇는 가능성을 모색하는 과정에서 고안한 가공의 인물이었다.
콜론타이의 삼대의 사랑에서도 열렬한 연애 자체에 대해서 회의적인 시선을 보낸다. 여기에서도 붉은 사랑에서처럼 오히려 연애가 개인의 일을 방해하고 집중을 흐리게 한다고 보기도 했다.
| “ | 열렬한 사랑을 하려면 시간이 필요한 것 같아요. 전 소설을 많이 읽어 열애에 빠진다는 것이 얼마나 많은 시간과 정열을 필요로 하는지 잘 알고 있어요. 하지만 시간이 없어요. 구역 안에 할 일이 얼마나 많은지 아세요? 해결해야 할 중요 사업이 저토록 많은데, 쏜살같이 지나가는 현재와 같은 혁명기에 그럴 시간이 어디 있어요? | ” |

여기에서 '쏜살같이 지나가는 현재와 같은 혁명기'에 해야 할 사업이 너무나 많은데, 열애에 시간과 정열을 투자할 여유가 없다는 것이다. 이에 대해 지나치게 대의명분적이고 업무에만 중독된 것이 아닌가 하는 비평도 존재한다. 콜론타이의 소설에서는 일상적 노동이나 정치적 활동에 방해받지 않도록 연애와 일정한 심리적 거리를 유지하는 여성들이 주인공으로 등장한다.
이를 두고 자전적이라는 시각도 있다. '콜론타이는 소설 작품을 통해 여성에게 사랑은 단지 부수적인 것이며, 여성의 주요 임무는 노동임을 지속적으로 주장했다. 그녀의 소설은 저자 자신의 실제 체험, 즉 고립과 외로움, 질투와 시기 등 사랑이 유발하는 감정적 괴로움과 실연의 고통에서 벗어나 자율적인 삶을 살고자 했던 실존적 고투를 바탕으로' 했다는 것이다.

## 사상과 신념

### 자유로운 사랑론

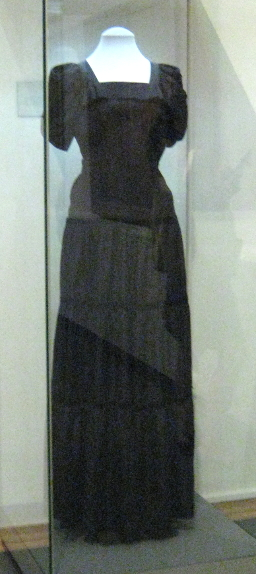
콜론타이의 드레스

그녀는 '자유연애' 또는 '자유결합'을 옹호했다. 부르주아 사회의 소유 관념에서 벗어난 참다운 사랑은, 콜론타이에 따르면, 남성이기주의와 여성의 노예적 억압을 끝장낸 평등한 관계 속의 사랑이어야 했다. 그는 어떠한 장벽도, 어떠한 방해도, 어떠한 조건도 대가도 없는 남자와 여자 당사자간의 진정한 사랑을 주장하였다. 그리고 그러한 사랑이 가능하다고 역설하였다. 그리고 순결을 잃은게 죄악이 아니라는 견해를 공공연히 언급하기도 했다.
여성 해방에 대한 콜론타이의 관심은 그저 사회적 지위에만 머무르지는 않았다. 그녀는 프롤레타리아 계급의 새로운 성 윤리를 주장했다. 여성이 해방되는 다른 방편으로는 “자유로운 사랑”론을 주장했다. 그는 '자유로운 사랑'의 근거로 자유로운 연애, 자유로운 성관계, 자유로운 결혼을 내세웠다.
이는 당대에도 '물 한 잔 이론'으로 폄하된 이론이었다. '자유로운 사랑'에서 콜론타이는 인간의 성욕은 당연한 것이며, 여성 역시 성욕을 가진 존재라는 점을 주장했다. 또한 섹스라는 것도 인간의 본능적 욕구라는 점을 역설하였다.
콜론타이는 1918년의 저서 『새로운 도덕과 노동계급』에서 남녀간의 성적 애정을 당연하다며 '에로스적인 동지애'를 통해서만이 남녀관계를 갈등, 경쟁자 관계에서 사랑과 동지의 연대로 바꿀수 있으며, 이렇게 형성된 사랑과 동지의 연대는 새로운 공동체가 만들어질 수 있다고 규정했다. 진정한 공동체는 차별없는 완전한 자유와 평등하고 동지적인 연대라는 두 가지 원칙이 보장되어야 가능하다고 봤다.

### 여성 해방론
콜론타이는 여성해방의 조건으로 경제적 자립을 주장하였다. 경제적으로 자립할 수 있을 때 비로소 남자들로부터 독립할 수 있다는 것이 그의 주장이었다. 그리하여 여성에게도 남성들과 똑같은 의무와 노동권 등을 부과할 것을 요구했고 1921년 여성에 대한 노동권 부여와 노동권 보장안을 인민위원회에서 통과시키게 했다.
혁명과 여성 해방에 대한 알렉산드라 콜론타이의 기본 생각은 이 두 가지가 별개가 아니고 하나로서 혁명이 이루어질 때 여성 해방도 함께 완전하게 이루어져야 한다는 것이었다. 기존의 남성 공산주의 이론가들은 평등과 자유를 말하면서 남성보다 더 고통을 겪는 여성 노동자들의 문제에 대해서는 무관심했다.
1918년 11월 16일 모스크바에서 개최된 제1차 '러시아 여성 노동자·농민대회'에서 콜론타이는 여성이 경제력을 갖추고 가정의 주도권을 행사하는 신 가정을 비전으로 제시하기도 했다.
| “ | 남성에게 기댈 필요도, 남성들에게 예속될 필요도 없는 새로운 인생의 가능성에 마음을 여십시오. 가정은 여성을 종속시킬 뿐 아니라 비생산화함으로써 집단의 발전을 방해하는 존재입니다. 우리가 이루고자 하는 노동자 국가는 남성과 여성, 두 평등한 노동자가 자유롭게 결합하는 사회가 될 것입니다. 국가는 여성에게 일자리를 주고 아이를 돌볼 것입니다. 유치원과 탁아소에서 집단 활동은 아이들로 하여금 ‘내 것’ ‘네 것’보다 ‘모두의 것’을 깨쳐 사유재산 관념을 갖지 않도록 해줄 것입니다. | ” |

그는 여성이 적극적으로 가사를 부양할 수 있는 가정을 새로운 가정, 여성이 가장인 가정을 신 가정, 새로운 형태의 가족의 모델로 제시했다.
그녀는 결혼만이 정답이 아니라고 주장했다. 전통적인 혼인관계를 맺지 않고도 살 수 있는 새로운 여성상을 제시했다. 결혼에서 자유로워질 때만이 사회와 남성으로부터 자유로워질 수 있다고 주장했다. 새로운 여성은 남성의 부속물도, 가정의 부속물도 아니요 결혼에 얽매이지 않는 노동력의 일부이자 국가, 인민의 한 사람이라는 것이다.

### 여성의 자립론
콜론타이는 1918년에 발표한 《새로운 도덕과 노동계급》에서 '에로스적인 동지애'를 통해서만 사랑과 동지의 연대로 형성된 공동체가 만들어질 수 있다고 보았다. 이는 완전한 자유와 평등하고 동지적인 연대라는 두 가지 원칙 위에서만 가능하다고 주장했다. 또한 콜론타이는 독신으로 살 권리를 주장하기도 했다. 결혼을 반드시 정답으로 여기는 것은 자본의 논리 혹은 봉건주의적인 가치관의 유습에 불과하며 결혼하지 않고도 행복한 삶을 영위할 수도 있다고 주장했다. 《새로운 도덕과 노동계급》에서는 전통적인 혼인관계를 맺지 않고도 살 수 있는 새로운 여성상을 제시했다. 새로운 여성은 결혼에 얽매이지 않는 노동력의 일부이자 국민의 한 사람으로서 자립하는 여성상을 제시하였다.
| “ | 남녀 사이에는 예전 관계 대신에 새로운 관계가 발전하고 있다. 애정과 동지애의 결합. 더는 여성에게 가사의 굴레는 없다. 더는 가족 안에서 불평등은 없다. 더는 여성이 아무런 지원 없이 남아서 아이들을 양육하는 것에 두려움을 느낄 필요가 없다. 공산주의 사회에서 여성은 더는 남편에게 의존하지 않고 그녀의 일에 의존한다. ...(이하 중략)... 결혼은 서로 사랑하고 믿는 두 사람의 결합이 될 것이다. | ” |

그녀는 여성이 종속적인 지위를 차지하는 까닭을 '가사 노예'로 보는 시각과 여성을 그저 어머니나 애인로 보려는 생각, 여성을 그저 아내나 연애 대상으로 여기는 '감정적 종속에 의한 제한성'으로 여겼다. 그는 1898년 스위스에서 귀국한 이후 외교관으로 파견되어 갈 때까지 꾸준히, 여성을 여성이 아닌 한 사람의 인간으로 대할 것을 당당하게 요구했다. 남성과 어깨를 나란히 견주며 공산주의를 만들려면 여성은 먼저 가정을 떠나는 '죄'를 이겨내야 한다. 이것이 콜론타이가 주장하였다.

### 날개달린 에로스와 날개없는 에로스

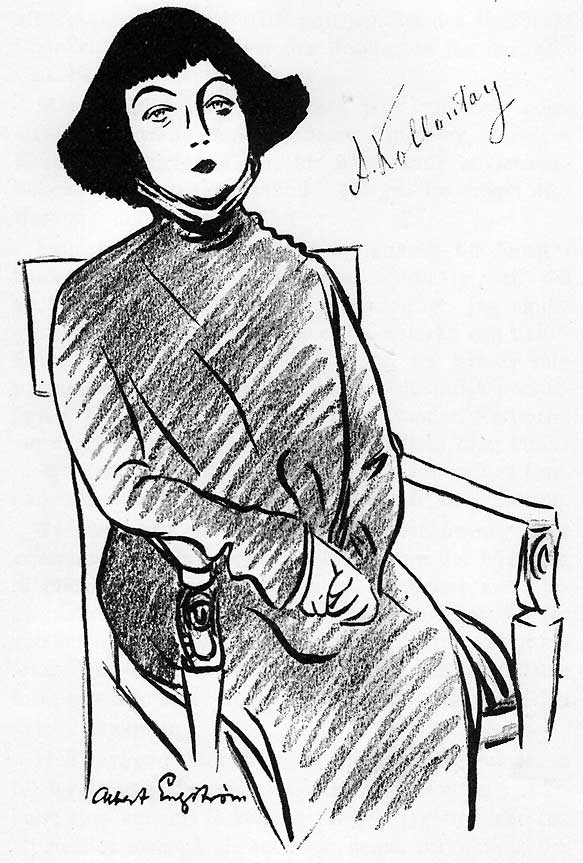
콜론타이 캐리커쳐

콜론타이의 새로운 성도덕관은 1923년에 발표한 그녀의 소설 위대한 사랑과 논문 날개달린 에로스에게 길을에 잘 나타난다. 반(半) 자전적 성격을 띈 위대한 사랑에서는 콜론타이 자신과 멘셰비키 계열의 경제학자 마슬로프의 연애관계가 투영되어 있는데, 나타샤라는 미혼의 여성혁명가와 당원이면서 기혼 남성인 세묜의 사랑이 그려진다.
그는 진정한 사랑, 조건 없는 사랑과 연애를 가리켜 순수한 사랑으로 보고 '날개달린 에로스'로, 조건이 있는 사랑과 연애, 성매매를 모두 '날개없는 에로스'로 분류하였다. '날개 달린 에로스'와 '날개 없는 에로스'는 어떻게 구별되는가에 대해 콜론타이는 자본주의 사회의 성산업을 '날개 없는 에로스'의 대표적 예로 꼽았다. 성애의 구매자와 판매자는 불평등한 관계에 있는 것이 예사이다. 그리고 곧이곧대로 일부일처제를 구현한 사랑도 '날개 없는 에로스'으로 봤다. 그 사랑은 배타적 사랑이었다. 또한 조건과 대가를 바라는 사랑, 연애 등도 날개없는 에로스로 보았다.
이에 대해 당시 소련의 페미니스트들과 공산주의자들은 "자본주의 사회의 프리섹스는 '날개 달린 에로스'인가?"라고 되물었다. 콜론타이는 자유롭고 우연한 성적 결합이라 해서 그것이 다 '날개 달린 에로스'는 아니라고 방어했다. 공산주의 사회라고 해도 여자에 대한 성적 착취가 존재하리라고 내다봤다. 공산주의 사회에서도 여전히 남아있는 남녀 불평등 때문에, 그런 섹스는 여성을 착취하고, 자녀 양육의 의무와 함께 내팽개칠 것이라고 그녀는 말했다.
콜론타이가 '날개 달린 에로스'라고 부른 사랑은 육아의 사회화를 전제한 것이었다. 어린아이의 양육을 사회가 책임지게 되면, 아이를 둔 여성도 남편에게 심리적으로 종속되지 않게 돼 상호 존중 관계를 수립하는 것이 가능하다는 얘기였다.
콜론타이는 조건이 없는 사랑, 대가가 없는 사랑을 진정한 사랑이라고 보았다. 그러한 사랑은 반드시 남녀간의 사랑, 남녀간의 육체적인 사랑만은 아니라고 주장하였다. 콜론타이에 따르면 "노동자-어머니는 네 자식, 내 자식을 구별해서는 안 된다. 그녀는 단지 우리 자식들-공산주의 노동자들의 자식들-이 있다는 것만을 기억해야 한다."고 하였다. 그녀가 후일 쓴 소설 중의 하나인 <붉은 사랑>의 주제는 조건과 대가가 없는 사랑이었다.
그녀는 거기서 더 나아갔다. 소설 <삼대의 사랑>에서 그녀는 어머니의 연인과 섹스를 한 여자를 윤리적으로 면책함으로써 에로스의 배타성을 가족 관계 내에서도 거부했다. 그녀의 '날개 달린 에로스'에는 질투가 들어설 자리가 없었다.

### 성욕 자유론
그는 성욕은 당연한 것이며 꺼리거나 숨길 것이 아니라고 하였다. 콜론타이는 성욕이 배고픔이나 목마름처럼 인간의 가장 자연스러운 본능이며 성욕의 충족은 물 한 잔을 얻는 것처럼 간단해야 한다는 말을 남겼는데, 레닌은 이를 물 한잔 이론이라 희화화하며 비판했다. 그러나 콜론타이는 인간에게는 누구나 성욕이 있으며 그것을 없는 것처럼 가장하는 것이야 말로 인간성에 대한 중대한 도전이자 반역이라고 보았다.
그는 성욕도 지극히 당연하고 자연스러운 현상이라 보았다. 콜론타이는 사랑의 감정에서 출발하는 성적인 관계를 '날개 달린 에로스'라고 명명하며 찬미했지만, 자유로운 성에 대한 이슈는 공산주의 혁명을 함께 도모한 볼셰비키당 내부에서도 끝내 승인하지 않았다.

### 성욕 존중론
콜론타이는 성욕 역시 존중받아야 할 하나의 권리라고 주장하였다. 그리고 성욕을 부정하는 것을 위선으로 간주하였다. 그녀는 <혼인관계 영역의 공산주의 도덕에 관한 테제>에서 "성욕은 배고픔이나 목마름처럼 자연스러운 인간의 본능"이라고 말한 바 있다. 그런데 이 문장은 "성욕의 충족은 한 잔의 물을 얻는 것처럼 간단해야 한다."라고 왜곡돼 퍼져나갔다. 그래서 콜론타이의 에로스 이론은 '물 한 잔 이론'이라고 불렸다. 레닌 역시 이 '물 한 잔 이론'을 격렬히 비판했다. 혁명 초기의 젊은이들에게 콜론타이의 '자유결합'론이 널리 퍼지고 있는 것을 레닌은 위험스럽게 여겼다.
그는 성욕에 대한 지나친 부정과 통제는 가부장제, 남성에 의한 여성 지배, 통제, 억압의 수단이라며 여성의 성욕도 존재한다는 것을 주장했다. 그는 성욕이 없는 어머니, 순결한 여인상이야 말로 남자들이 여자들에게 행하고 강요해온 최대의 정신적 폭력이라고 규정하였다. 이는 여자들에게 순결을 강요하면서도 남자들은 여러 여자들을 희롱하고 성관계 갖기를 좋아하는 것이 그 증거라고 지적하였다.
레닌은 프롤레타리아 혁명과 발걸음을 맞춰 성적 관계와 혼인 영역에서 하나의 혁명이 시작되고 있다는 점은 인정했다. 또 젊은이들에게 금욕적 자기 부정을 설교하는 것이 귀족적, 부르주아적 위선이라는 점도 인정했다. 그러면서도 레닌은 성생활의 방종이 프롤레타리아에게 어울리지 않는 퇴폐적 악습이라고 비판했다. '물 한 잔 이론'은 비마르크스 주의적일 뿐만 아니라 반사회적이라는 것이었다. 그가 "정상적인 사람이 아무렇지도 않게 시궁창에 드러누워서 흙탕물을 마시려고 하겠습니까? 또는 많은 사람들의 입술로 가장자리가 더럽혀진 유리잔으로 물을 마시겠습니까?"라고 비판했다. 콜론타이는 오히려 일부일처제라던가 남성 중심의 성 관념, 성에 대한 무조건적인 금기와 기피야 말로 남성의, 남성 위주의 성 정책이라며 반발하였다. 콜론타이는 성욕은 누구에게나 존재하는 것이며, 추하고 지저분한 것이 아니라 마땅히 존중받아야 할 하나의 권리이자 자연스럽고 보편적인 현상의 하나라고 반박했다.

### 낭만적 연애에 대한 비판
바실리사는 볼료다가 '니나'라는 다른 여성과 사랑에 빠졌을 때 질투하거나 집착하지 않고 의연하게 공동체를 위한 사회적 임무에 매진하는 여성으로 그려진다. 콜론타이는 친밀감에 바탕을 둔 남녀간의 낭만적 사랑에 반기를 들었는데, 특히 연애나 결혼에서 발생하는 성적 위기가 원천적으로 여성의 사랑이 지니는 의존적인 성격에서 비롯된다고 보았다.
이때 여성이 심리적으로 사랑에 의존하는 상황은 경제적 의존과 맞물리기 때문이라 지적한다. 남편의 외도나 실연은 여성에게 경제적인 손실이나 실직과 마찬가지 상황이기에, 남편의 배신은 더 큰 절망과 질투와 증오심을 낳게 되는 것이다. 즉 낭만주의 사랑이나 연애지상주의는 진정한 사랑이 아니라 금전 문제 때문에 여자가 의존하는 것으로 파악하였다.

### 출산 미화에 대한 비판
콜론타이는 출산은 곧 아픔이자 통증이라며 '출산의 신성함' 혹은 임신과 출산에 대한 낭만주의적인 접근을 비판하였다. 콜론타이에 의하면 여성의 임신과 출산은 부르주아지가 자랑스럽게 찬양하는 '출산의 신성함'이 아니라 여성에게는 '고통'일 뿐이었다. 특히 '노동과 생계까지 책임져야 하는 서민층 여성에게는 강요되는 하나의 '신화'에 지나지 않는다.'는 것이다.
여성에게 있어서 임신기는 초조하지만 감미로운 기대의 시기가 아니라 육체적 통증과 고통을 수반한 '형극'의 시기이다. 더구나 빈민, 서민층 여성의 경우 부르주아층이나 상류층 여성의 몇 배에 달하는 고통을 추가로 겪는다고 했다. 콜론타이는 "가난과 질병과 빈곤에 쫓기고 가혹한 공장장과 작업감독들"에게 쫓기는 서민, 빈민 여성 임신부는 할 수 있는 한 마지막까지 공장에서 일을 했다. 오히려 임신을 이유로 해고를 당할 수도 있어서, 임신 사실을 숨겨야 하기도 했다며 임신과 출산에 대한 무조건적인 낭만주의를 비판하였다.
더구나 그는 서민과 하층민 여성들이 임신했을 때 산모가 임신기간 동안 건강에 나쁜 조건과, 좋지 않은 유해한 환경에 그대로 드러나 있는데, 아기가 '파리처럼 죽어갔던 것은 전혀 이상하지 않다.'며 비판했다. 그는 대책없는 임신, 출산에 대한 낭만주의 보다는 임신과 출산은 고통임을 인정하고, 하층민 여성들이 마음놓고 임신, 출산할 수 있는 환경, 여건을 우선 제공해야 한다고 주장했다. 그래서 콜론타이는 인민위원회에 출산휴가 라던가, 임신 중 고용을 유지하는 것 등의 폭넓은 산전(産前) 보호체제를 요구하느라 끝까지 싸웠고, 1922년 이를 얻어냈다.

### 부르주아 여성운동에 대한 비판
알렉산드라 콜론타이는 기존의 부르주아 여성들이 펼치는 여성 평등 운동에도 비판적이었다. 그들은 자신들의 이권, 권익을 찾는 것이 목적이지 진정한 남녀평등을 원하는 것이 아니라고 비판하였다. 즉 남성을 짓밟고 올라서려는 것이 그들의 목적이니 이는 진정한 양성 평등이 아니라는 것이었다.
그녀는 비계급투쟁적인 여성 운동을 반대하였고 여성 노동자들이 여성 운동보다는 노동자 해방 운동에 함께 참여하여 이를 함께 이루어가는 과정에서 참다운 해방을 얻을 수 있을 것이라고 보았다. 그는 여성들도 남성들과 같은 조건에서 권리를 찾기 위해 투쟁하지 않는다면 남성의 부속물, 노예로 전락할 것이라고 봤다.
1908년 알렉산드라 콜론타이는 여성 문제의 사회적 기초라는 팜플렛을 작성하고 부르주아 여성 해방론자들이 여성 노동자들의 해방을 위해 싸울 수 없다고 주장했다. 그녀는 부르주아 여성 해방론자들은 그들의 계급적 지위 때문에 여성 해방에서 필수적인 현재의 경제 구조를 근본적으로 뒤엎는 운동을 펼칠 수는 없다고 파악했다. 그녀는 부르주아 여성 운해방론자들은 기존 사회 계급 틀은 유지한 채 그 안에서 남녀평등을 주장할 뿐이고, 결국은 자신들의 계급을 보호하기 위해 싸울 뿐이라고 비판하였다. 그리고 부르주아 여성 운동가들은 자신보다 낮은 계급의 남성들을 짓밟는 것에 대한 가책을 느끼지 못하는 점도 지적, 비판하였다.
콜론타이는 여성 노동자들은 부르주아 여성들과 한 편이 아니라 남성 노동자들과 마찬가지로 노동자임을 거듭 주장했다. 그리고 여자가 아닌 한 사람의 동지로 평등하게 대우해줄 것을 항상 당부했다.
1917년 혁명 정국에서 알렉산드라 콜론타이는 혁명이 여성들의 시위로부터 일어난 사실을 간과하려는 남성 볼셰비키들에게 이 사실을 상기시켰으며 여성 노동자들의 잠재력을 인정하고 혁명의 동지로서 받아들여야 한다고 요구하였다.

### 부르주아 결혼관에 대한 비판
그는 부르주아 여성들은 남성들의 성적 욕구를 만족시켜 주는 것 뿐만 아니라, 법적 재산상속자 생산과 가사 노동이라는 세 가지 의무를 지고 있다고 보았다. 즉 부르주아 도덕이란 경제적 이익이 존재하는 곳에서만 부부사랑이 존재하는 이중적인 성격을 띄고 있다는 것이다. 따라서 남녀간의 만남을 신성한 만남이 아니라 금전거래와 같은 것으로 변질시킨다고 보았다 그러면서 결혼의 신성함과 가족의 소중함이라는 온갖 미사여구를 동원해서 미화시키기 바쁘다는 것이었다.
그는 문란한 성관계나 성매매보다도 결혼과 만남을 거래로 생각하는 부르주아식 결혼, 연애야 말로 결혼 제도와 연애를 파멸로 몰고 갈 것이라고 주장하였다. 그 대안으로 그는 자유 연애, 자유 결혼론을 제시하였다.

### 사랑과 섹스의 무관론

#### 영육 분리 문제
그는 사랑과 섹스가 관련이 없을 수도 있다고 주장했다. 이는 여러가지로 논란이 되었다. 1930년대 한국에 이것이 알려지면서 논란이 되었다. 삼천리 1931년 11월호에 실린 콜론타이주의란 어떤 것인가?라는 글은 콜론타이의 급진적 성해방의 관점을 쟁점으로 제시하였다.
이 글은 콜론타이의 연애론이 당시 연애론의 상식으로 알고 있었던 엘렌 케이와 하쿠손의 영육일치의 연애를 부정하고 영육 분리의 관점을 제시했다는 점, 연애의 의의를 육체와 정신의 조화가 아니라 본능과 향락에 두고 있다는 점을 문제시하였다. 또한 연애에 많은 시간과 정력이 소모되기에 성적 본능을 기계적으로 충족하는 편이 오히려 효율적이며, 사회의 관점에서도 더욱 유용하다는 점이 당시 조선 사회에 흥미롭게 소개되기도 했다.

#### 조선 사회의 수용론
콜론타이의 사랑과 섹스가 무관하다는 관점은 1920년대 1930년대 조선에도 큰 영향을 미쳤다. 1927년에 조직된 항일여성운동단체인 근우회에서 활동하던 사회주의 여성운동가 정칠성은 '적연비판, 콜론타이의 성도덕에 대하여 (삼천리, 1929.9)에서 기자가 '콜론타이의 "연애와 성욕은 별문제"이며, 사회운동을 하느라 연애하기 힘든 상황에서 필요에 따라 성욕을 해소해야 한다는 입장에 대해 의견을 물었을 때, 정칠성은 "현실을 잘 본 말이외다. 성욕과 연애는 당연히 갈라져야 하겠지요. 그러고 결혼의 자유, 이혼의 자유가 아주 완전하게 없는 곳에서는 그렇게 밖에 더 어떻게 하겠습니까?"라고 대답했다.
또한 "입센의 인형의 집의 노라의 해방과 붉은 사랑의 여주인공 왓시릿샤(바실리샤)의 해방이 어떤 차이를 지니는가?"라는 기자의 질문에 정칠성은 '노라는 '개인주의적인 자각'으로서 개성에 눈을 떠 남편의 집을 뛰쳐나갔지만 거리에서 얼어 죽은 '공상적 여성'인 반면, 바실리사는 노라와 달리 경제적으로 해방되어 모든 면에서 철저하게 자유로워진 여성이라 대답한다. 이렇게 당시 공산주의 조선 신여성들에게 콜론타이는 "계급의식을 바탕으로 성적, 경제적으로 해방된 진정한 자유를 얻은 여성"의 상징으로 수용되었다.
신여성 담론의 여성 필진이었던 김옥엽(金玉葉)은 청산할 연애론(신여성 1931.11)에서 콜론타이즘을 반성적으로 고찰하는 면모를 보였다.
| “ | 연애는 사사(私事)다. 매력을 감하면 서로 육체적으로 결합되는 것을 자유다. 그러나 우리들은 연애에 있어서 우리들에게 용기와 능력을 일층 고도의 것으로 함에 의하여 일반사회 진보에 있어서 공헌할 수 있는 것이다. | ” |

김옥엽은 "연애는 사사다."라는 콜론타이의 선언을 통해 남녀 간 성적 결합의 자유를 주창하는 콜론타이의 시각을 일면 긍정하면서도, 연애에 용기와 능력을 일층 강화하여 일반 사회의 진보에 공헌해야 한다는 입장을 피력한다. 위 글에서 김옥엽은 "그저 일시적인 육체의 결합이 합리화하여 이것이 실행되는 것은 프롤레타리아트 계급에 있어서 아무런 좋은 결과가 있지 않을 것이 아닌가?"라고 하여 과연 성해방이 프롤레타리아트 계급 해방에 긍정적인 결과를 가져올 수 있을지 우려를 표명하였다.
콜론타이는 사랑 없는 결혼이 가능하다, 사랑 없는 섹스도 가능하다; 연애가 아닌 섹스도 가능하다. 라고 규정했다. 사랑과 결혼, 연애와 섹스는 각각 별개의 것이라고 봤다. 그는 성매매나 재산이 있어야만 결혼이 가능한 부르주아식의 결혼을 그 대표적인 예로 제시했다. 이러한 그의 주장은 당대 러시아에서도 심한 비난과 논란을 불러왔다.

### 일부 일처제 비판
그는 일부 다처제는 여성의 권리를 침해하는 극악한 형태라고 비판했다. 그러나 콜론타이는 일부일처제에 대해서도 비판을 가하였다.
콜론타이는 일부일처제를 지향하는 부르주아적 연애관을 정면 부정했다. 공산주의와 가족에서 그녀는 이제 공산주의 사회에서 가족경제가 국가경제에도 이익을 주지 않으므로 낡은 부부관계, 남녀관계는 해체되어야 하고 그 대신에 새로운 남녀관계가 등장해야 한다고 역설했다. 사유재산을 폐지하기 위해 부르주아 계급의 핵가족이 해체되어야 한다는 주장은 스탈린 체제 이전 볼셰비키들의 기본적인 사고였지만, 콜론타이는 여기에 새로운 여성, 즉 가족의 보호로부터 자유로우며 결혼에 얽매이지 않고 노동력의 일부이자 소비에트의 구성원으로 일할 수 있는 여성의 목소리를 강조하고자 했다. 그리고 그러한 가족제도가 향후 백년쯤 경과되면 공산주의국가가 아니더라도 자본주의 국가나 왕정, 군주정이 유지되는 다른 국가로도 전이될 것이라고도 내다봤다.
콜론타이는 계급의 틀 안에서 사랑과 결혼의 문제를 고민한 공산주의사상가였을 뿐 아니라, 철저하게 여성의 관점에서 성적 도덕과 연애, 결혼의 플롯을 재구성한 페미니스트 운동가였다.

### 성 담론
연애에서 성을 분리하는 성의식이나 연애에서 결혼을 분리하는 가족 해체론 등 콜론타이의 연애론은 당시 사회에서 큰 논란을 야기했다. 엘렌 케이와 하쿠손의 사랑에 절대적 가치를 부여함으로써 연애에서의 성행위를 정당화하는 도덕적 근거를 제시했다면, 콜론타이의 연애론은 인간의 성적 본능 자체를 아예 연애와 분리하여 독자적으로 인정했다.

### 노동조합의 독립적 기능론
콜론타이는 또 혁명 초기에 노동조합의 역할을 두고 레닌을 비롯한 당의 남성 지도자들과 대립했다. 남성 지도자들은 혁명 이후의 노조를 공산주의 훈련소로 여겼고, 따라서 국가기관이 되는 게 당연하다고 생각했다. 그러나 콜론타이의 생각은 달랐다. 그녀는 노조가 경제를 관리해야 할 뿐만 아니라, 당과 국가에서 독립해야 한다고 생각했다.
그녀가 가담한 볼셰비키당내 '노동자반대파' 그룹은 노동자들의 자발성과 창의력을 중요시했다.

### 콜론타이스트
콜론타이스트란 콜론타이의 사상을 따르는 여성이라는 의미로 쓰였고, 사랑이나 정조 관념 보다는 정치적 지향을 우선하는 공산주의 여성들을 가리키는 말로 사용되었다. 단순한 자유로운 연애, 사랑, 성교 외에도 이들은 사랑이나 연애 보다 정치나 자신의 자기 개발에 중점을 두는 여성이기도 했다.
콜론타이는 1927년 무렵부터 주로 소설 붉은 사랑과 삼대의 사랑(1925)을 통해 세계에 소개되었는데, 콜론타이가 생각한 남성과 여성 사이의 새로운 원리는 완전히 자유로운 두 주체의 동지적 결합이었고, 그 핵심은 여성의 자율성, 사랑은 여성의 삶 속에서 부차적인 역할을 해야 하고, 여성의 주요 임무는 자신의 일을 하는 것이어야 한다는 것에 있었다.
그러나 당시의 저널리즘에서 콜론타이는 주로 성도덕과 관련하여서만 조명을 받았고, 특히 삼대의 사랑에서 제3세대인 게니아의 경우가 충격을 주어 콜론타이의 연애론을 노라이즘에 비견하여 게니아이즘으로 부르기도 했다.

## 평가
콜론타이는 스탈린을 비판한 간부급 공산당원 가운데 숙청 재판을 면한 거의 유일한 사람이었다. 스탈린의 이런 예외적 관용은 그가 여성이라는 점과도 관련이 있었을지 모른다. 여성 해방의 선구자라는 평가와 시대의 반역자, 시대의 이단아 라는 평가를 받는다. 한편 급진적인 여성 공산주의자라는 비판도 존재한다.
일제강점기의 일부 공산주의 남성이나 신여성들에게 콜론타이의 사상(콜론타이즘)은 부르주아적 연애지상주의, '노예적 연애론'을 극복하고 여성 해방을 성취할 수 있는 가장 합리적이고 진보적인 연애론으로 인식되었다.
'무시무시한 1930년대 '모스크바 재판' 때 콜론타이라는 이름이 피고인 명단에서 빠졌다는 게 신기할 정도다.'라는 시각도 있다.

## 같이 보기
| - 제1차 세계 대전 - 제2차 세계 대전 - 세계 여성의 날 - 여성주의 - 여성 해방 운동 - 블라디미르 레닌 - 레프 트로츠키 - 이오시프 스탈린 - 마리아 유디나 - 판위량 | - 러시아 혁명 - 제2인터내셔널 - 제3인터내셔널 - 클라라 체트킨 - 허정숙 - 정칠성 - 정종명 - 주세죽 - 니키타 흐루쇼프 - 장칭 | - 독일-소련 불가침 조약 - 자매들 - 삼대의 사랑 |

## 참고 서적
- 베아트리스 판스워드, 《알렉산드라 콜론타이》 (신민우 역, 도서출판 풀빛, 1986)
- 알렉산드라 콜론타이, 《국제 여성의 날》 (다함께, 2003)
- 사회실천연구소 《실천 2007년 11월호》 (사회실천연구소, 2007)
- 알렉산드라 콜론타이, 《붉은 사랑》 (김제헌 역, 공동체, 1988)
- 상허학회 저, 《상허학보 12》 (깊은샘, 2004)
- 상허학회 저, 《상허학보 13》 (깊은샘, 2004)
- 알렉산드라 콜론타이, 《연애와 신도덕》 (신학사, 1947)